# Шевченкове (Ізмаїльський район)
Шевче́нкове — село в Кілійській міській громаді Ізмаїльського району Одеської області. Разом із селом Помазани утворює Шевченківський старостинський округ №1. Розташоване за 63 км від районного центру та за 28 км від залізничної станції Дзинілор. Територія має рівний рельєф. У радіусі 30 км зосереджено велике скупчення водойм Дунайського і Північно-причорноморського басейнів. За даними перепису 2001 року, в селі мешкало 5 625 осіб, територія — 6,37 км² (разом з сільгоспугіддями — 98,68 км²), за обома показниками є найбільшим селом району.
Засноване 12 квітня (23 квітня) 1790 року як слобода Карамахмет Османської імперії. 1812 року ввійшло до складу Російської імперії. Періодично перебувало під владою Османської імперії (1856–1878), Молдови (1917–1918) та Румунії (1918–1940, 1941–1944). З 1940 року в складі УРСР (у цей час мало назву Карамахмед). Перейменоване на село Шевченкове 14 листопада 1945 року на честь поета-кобзаря Тараса Шевченка.

## Географія

### Розташування
Шевченкове розташоване на південному заході України. В адміністративно-територіальному відношенні — поселення сільського типу Ізмаїльського району Одеської області України. Протяжність населеного пункту в довжину (з півночі на південь) — 4,8 км, у ширину (із заходу на схід) — 3,2 км, при цьому контури мають форму п'ятикутника.
Відстань до центру громади (Кілія) становить 12 км. Відстань до обласного центру — м. Одеси — приблизно 131 км навпрямки, автошляхами — 183 км.

### Рельєф і ґрунти
Територія Шевченкового належить до південно-західної околиці Східно-європейської рівнини Причорноморської низовини та розташована в Жебріянівській балці з відносно рівним пологим рельєфом, що підноситься над рівнем моря на 36 — 28 м. Найвищі точки рельєфу розташовані в північно-західній частині села з ухилом на південний схід.
Розташування села на Східноєвропейській платформі зводить до мінімуму прояви таких стихійних явищ, як землетруси та вулканізм.

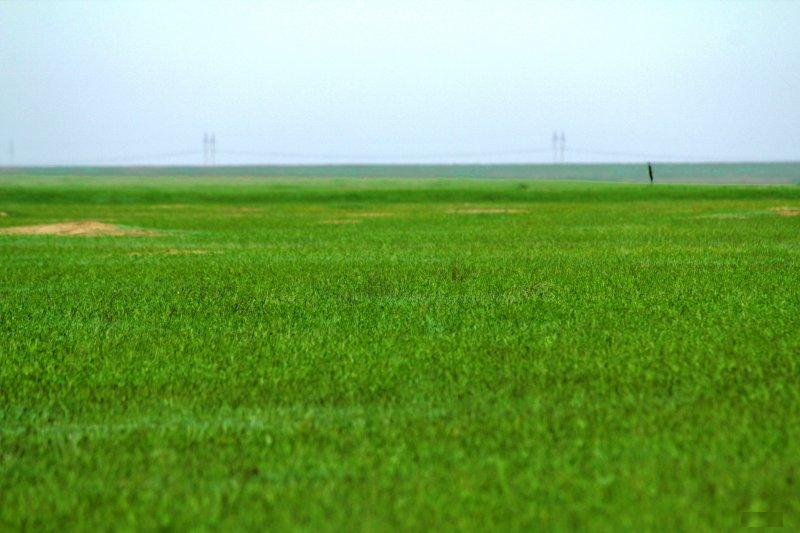
Південно-західні поля села Шевченкове

Ґрунтовий покрив представлений головним чином південними середньопотужними чорноземними ґрунтами Придунайської степової провінції Степової зони. Загальна потужність гумусових горизонтів коливається 30 — 120 см, вони мають темно-сірий колір із коричнюватим відтінком та високу природну родючість, завдяки чому широко застосовуються для вирощування зернових (жита, кукурудзи, ячменю та рису), технічних (соняшника), баштанних та садових культур, а також овочів (капусти, помідорів, болгарського перцю та інших видів) та виноградарства.
Для захисту ґрунтів від вивітрювання вологи, запобігання вимерзання посівів та ерозії ґрунтів територію вкрито сіткою лісосмуг (акацієвими і дубовими деревами) та умовно поділено на ділянки в 100 — 200 га.
Майже немає родовищ корисних копалин, які розробляються, за винятком будівельних матеріалів (вогнетривка глина). На південній околиці села діє глиняний кар'єр площею 200 000 м² та глибиною до 30 м. Глина залягає на невеликій глибині (30—80 см) та видобувається відкритим методом.

### Водна система
Внутрішні води південноодеського регіону належать до басейнів річки Дунай та Північного Причорномор'я. У радіусі 30 км від Шевченкового зосереджено багато різних водоймищ. Найбільші з них на північному сході: штучний солоний лиман Сасик (Кундук), відділений від моря лише вузькою смугою піщано-черепашкового пересипу та прісноводне озеро Китай на заході.
На півдні протікає головна водна артерія Європи — річка Дунай, Кілійське гирло в її нижній течії. Річка має важливе господарське значення для зрошування, судноплавства та забезпечення питною водою мешканців регіону (Шевченкове під'єднане до Кілійського групового водогону). Однак низький рівень північного узбережжя є ризиком підтоплення території села водами Дунаю. На північному заході розташована висихаюча літом річка Єнікой (притока озера Китай), на сході — річка Дракуля. Село розташоване неподалік Чорного моря, на східному березі якого розташовано Приморську курортно-розважальну зону та Вилківський рекреаційний комплекс зеленого туризму. Через село проходить водовідвідний канал шириною 15 м з відводом у річку Дунай. Глибина підземних вод від поверхні землі сягає 2 — 11 м.
| Назва               | Тип   | Орієнтація     | Колишні назви             | Кількість об'єктів | Примітки                                                                                       | а |
| ------------------- | ----- | -------------- | ------------------------- | ------------------ | ---------------------------------------------------------------------------------------------- | - |
| 8 березня           | вул.  | меридіональна  |                           | 47                 |                                                                                                |   |
| Бесарабська         | вул.  | меридіональна  | Комсомольська             | 169                |                                                                                                |   |
| Незалежності        | вул.  | широтна        | Бєлінського               | 74                 |                                                                                                |   |
| Болградська         | вул.  | широтна        |                           |                    |                                                                                                |   |
| Виноградна          | вул.  | широтна        | Кірова                    | 23                 |                                                                                                |   |
| Водопровідна        | вул.  | меридіональна  |                           | 8                  |                                                                                                |   |
| Дубового Олександра | вул.  | широтна        | Радянська                 | 25                 | Названа на честь бізнесмена Олександра Дубового                                                |   |
| Дунайська           | вул.  | меридіональна  |                           | 140                |                                                                                                |   |
| Ізмаїльська         | вул.  | меридіональна  |                           | 72                 |                                                                                                |   |
| Кілійська           | вул.  | широтна        |                           | 17                 |                                                                                                |   |
| Козацька            | вул.  | меридіональна  | Колгоспна                 | 48                 |                                                                                                |   |
| Консервна           | вул.  | меридіональна  |                           | 66                 |                                                                                                |   |
| Світанкова          | вул.  | меридіональна  | Кошового Олега            | 43                 |                                                                                                |   |
| Затишна             | вул.  | меридіональна  | Кутузова                  | 84                 |                                                                                                |   |
| Лесі Українки       | вул.  | меридіональна  |                           | 65                 | Названа на честь української письменниці та поетеси Лесі Українки                              |   |
| Дружби              | вул.  | меридіональна  | Матросова Олександра      | 23                 |                                                                                                |   |
| Миру                | вул.  | меридіональна  | Леніна                    | 134                |                                                                                                |   |
| Молодіжна           | вул.  | меридіональна  | Червоноармійська          | 91                 |                                                                                                |   |
| Музики М.А.         | вул.  | меридіональна  | Дунайська, Калініна       | 118                | Названа на честь радянського діяча, голови колгоспу Миколи Музики                              |   |
| Нова                | вул.  | меридіональна  |                           | 31                 |                                                                                                |   |
| Одеська             | вул.  | широтна        |                           | 18                 |                                                                                                |   |
| Одеський            | пров. | меридіональний |                           | 7                  |                                                                                                |   |
| Поштова             | вул.  | меридіональна  |                           | 55                 |                                                                                                |   |
| Українська          | вул.  | меридіональна  | Пушкіна                   | 134                |                                                                                                |   |
| Садова              | вул.  | меридіональна  |                           | 101                |                                                                                                |   |
| Слобідська          | вул.  | широтна        | Жовтнева                  | 22                 |                                                                                                |   |
| Сонячна             | вул.  | широтна        | Котовського               | 3                  |                                                                                                |   |
| Спортивна           | вул.  | меридіональна  |                           | 7                  |                                                                                                |   |
| Степова             | вул.  | меридіональна  |                           | 20                 |                                                                                                |   |
| Київська            | вул.  | меридіональна  | Суворова                  | 143                |                                                                                                |   |
| Татарбунарська      | вул.  | широтна        |                           | 38                 |                                                                                                |   |
| Тираспольська       | вул.  | широтна        |                           | 100                | Названа на честь столиці російської псевдодержави «ПМР» Тирасполь                              |   |
| Франка Івана        | вул.  | меридіональна  | Карла Маркса              | 65                 | Названа на честь українського письменника, поета, громадського і політичного діяча Іван Франка |   |
| Вишнева             | вул.  | широтна        | Ярецького, Чернишевського | 43                 |                                                                                                |   |
| Шевченка Тараса     | вул.  | меридіональна  |                           | 129                | Названа на честь українського поета, письменника, художника Тараса Шевченка                    |   |
| Шкільна             | вул.  | широтна        | Рози Люксембург           | 13                 |                                                                                                |   |

↑  Місцезнаходження  початку та  кінця вулиці.

### Клімат
Клімат Шевченкового помірно-континентальний з м'якою короткою, малосніжною з частими відлигами зимою та теплим, рідше спекотним тривалим літом, однак із недостатньою вологістю. Зима триває із середини листопада до кінця березня (4,5 місяці), середня температура становить +0,8 °C. Найхолодніший місяць року — січень, середня його температура становить −0,5 °C, морози не нижче −22,8 °C. Літо триває із середини травня до кінця вересня (4,5 місяці), середня температура становить +20,8 °C. Найтепліший місяць — липень, середня температура +21,7 °C, спека не більше +37,8 °C.
| Клімат Шевченкового     | Клімат Шевченкового | Клімат Шевченкового | Клімат Шевченкового | Клімат Шевченкового | Клімат Шевченкового | Клімат Шевченкового | Клімат Шевченкового | Клімат Шевченкового | Клімат Шевченкового | Клімат Шевченкового | Клімат Шевченкового | Клімат Шевченкового | Клімат Шевченкового | Клімат Шевченкового |
| Температура             | Температура         | Температура         | Температура         | Температура         | Температура         | Температура         | Температура         | Температура         | Температура         | Температура         | Температура         | Температура         | Температура         | Температура         |
| Місяць                  | Січ                 | Лют                 | Бер                 | Кві                 | Тра                 | Чер                 | Лип                 | Сер                 | Вер                 | Жов                 | Лис                 | Гру                 |                     |                     |
| ----------------------- | ------------------- | ------------------- | ------------------- | ------------------- | ------------------- | ------------------- | ------------------- | ------------------- | ------------------- | ------------------- | ------------------- | ------------------- | ------------------- | ------------------- |
| Абсолютний максимум, °C | 16,1                | 21,1                | 26,1                | 27,8                | 31,1                | 37,8                | 37,2                | 36,1                | 33,9                | 31,1                | 25,0                | 18,9                |                     | 37,8                |
| Середній максимум, °C   | 2,8                 | 3.3                 | 8,3                 | 15,0                | 21,1                | 25,0                | 26,7                | 26,7                | 22,8                | 16,1                | 8,3                 | 3,9                 |                     | 15,0                |
| Середня температура, °C | −0,5                | 0                   | 4,4                 | 10,6                | 16,1                | 20,0                | 21,7                | 21,1                | 17,2                | 11,7                | 5,0                 | 1,1                 |                     | 11,1                |
| Середній мінімум, °C    | −3,9                | −3,3                | 0,5                 | 6,1                 | 11,1                | 15,0                | 16,1                | 15,6                | 11,7                | 6,7                 | 1,1                 | −1,7                |                     | 6,1                 |
| Абсолютний мінімум, °C  | −20,0               | −22,8               | −18,3               | −2,2                | 0                   | 6,7                 | 10,0                | 4,4                 | −2,2                | −7,8                | −16,1               | −16,2               |                     | −22,8               |
| Кількість опадів        |                     |                     |                     |                     |                     |                     |                     |                     |                     |                     |                     |                     |                     |                     |
| Місяць                  | Січ                 | Лют                 | Бер                 | Кві                 | Тра                 | Чер                 | Лип                 | Сер                 | Вер                 | Жов                 | Лис                 | Гру                 |                     | Всього              |
| Норма опадів, мм        | 20                  | 30                  | 40                  | 40                  | 50                  | 80                  | 60                  | 50                  | 30                  | 30                  | 40                  | 40                  |                     | 580                 |

За рік випадає 400 — 600 мм атмосферних опадів. Найдощовими місяцями є червень, липень та листопад, протягом яких місячна кількість опадів становить близько 60 — 80 мм. Найсухішими місяцями є січень і лютий, коли випадає 20 — 30 мм. Нерідким явищем є тумани та роса. Спостерігати їх можна впродовж усього року, але найчастіше тумани з'являються в холодній половині року, тоді як роса — в літній період.
Середньорічна швидкість вітру — 3,8 м/с (за даними ГМС Усть-Дунайськ). Із вересня по квітень найбільшу повторюваність мають північні (18-41 %) та північно-західні вітри (12-26 %). Лише в травні взагалі не спостерігається чіткого переважання якого-небудь напрямку вітру. У червні — серпні переважають південні й східні вітри, повторюваність кожного напрямку сягає 35 %.
| Градація швидкості вітру, % | Градація швидкості вітру, % | Градація швидкості вітру, % | Градація швидкості вітру, % | Градація швидкості вітру, % | Градація швидкості вітру, % | Градація швидкості вітру, % | Градація швидкості вітру, % | Градація швидкості вітру, % | Градація швидкості вітру, % | Градація швидкості вітру, % | Градація швидкості вітру, % | Градація швидкості вітру, % | Градація швидкості вітру, % | Градація швидкості вітру, % |
| Місяць                      | Січ                         | Лют                         | Бер                         | Кві                         | Тра                         | Чер                         | Лип                         | Сер                         | Вер                         | Жов                         | Лис                         | Гру                         | Рік                         |                             |
| --------------------------- | --------------------------- | --------------------------- | --------------------------- | --------------------------- | --------------------------- | --------------------------- | --------------------------- | --------------------------- | --------------------------- | --------------------------- | --------------------------- | --------------------------- | --------------------------- | --------------------------- |
| 0 м/с — 5 м/с               | 52,4                        | 54,4                        | 49,6                        | 56,5                        | 62,1                        | 64,2                        | 65,2                        | 67,6                        | 63,3                        | 48,2                        | 48                          | 47                          | 56,5                        |                             |
| 6 м/с — 10 м/с              | 37,8                        | 33,9                        | 41,3                        | 37,6                        | 33,2                        | 32,3                        | 31,3                        | 29,1                        | 31,7                        | 41,8                        | 38,3                        | 41                          | 35,8                        |                             |
| 11 м/с — 15 м/с             | 9,1                         | 10,3                        | 7,6                         | 5,8                         | 4,5                         | 3,3                         | 3,4                         | 3,3                         | 4,5                         | 8,8                         | 12,6                        | 10,3                        | 6,9                         |                             |
| 16 м/с — 20 м/с             | 0,7                         | 1,4                         | 1,5                         | 0,2                         | 0,1                         | 0,3                         | 0,1                         | 0                           | 0,6                         | 1,2                         | 1,2                         | 1,2                         | 0,8                         |                             |

Процеси в живій природі дуже залежні від тривалості світлового дня, що особливо впливає на процес фотоперіодизму живих організмів. Для регіону тривалість дня така:
| Початок сутінків, год  | 6:59  | 6:19  | 5:27  | 5:26   | 4:40  | 4:25   | 4:49  | 5:31   | 6:13   | 6:53   | 6:34  | 7:03  |
| Схід сонця, год        | 7:32  | 6:50  | 5:57  | 5:59   | 5:16  | 5:04   | 5:26  | 6:04   | 6:43   | 7:23   | 7:08  | 7:38  |
| Сонце в зеніті, год    | 12:09 | 12:11 | 12:04 | 12:56  | 12:54 | 12:59  | 13:04 | 13:00  | 12:50  | 12:42  | 11:43 | 11:55 |
| Захід сонця, год       | 16:46 | 17:32 | 18:12 | 19:54  | 20:32 | 20:54  | 20:40 | 19:56  | 18:56  | 17:59  | 16:18 | 16:13 |
| Кінець сутінків, год   | 17:19 | 18:03 | 18:42 | 20:26  | 21:08 | 21:33  | 21:17 | 20:28  | 19:26  | 18:30  | 16:51 | 16:48 |
| Тривалість дня, год    | 9:14  | 10:42 | 12:15 | 13:55  | 15:16 | 15:50  | 15:14 | 13:52  | 12:13  | 10:36  | 9:10  | 8:35  |
| Тривалість ночі, год   | 14:56 | 13:18 | 11:45 | 10:5   | 8:44  | 8:10   | 8:46  | 10:8   | 11:47  | 13:24  | 14:50 | 15:25 |
| Сонячне сяйво, год/міс | 69:36 | 79:12 | 144   | 208:48 | 276   | 304:48 | 348   | 321:36 | 249:36 | 175:12 | 69:36 | 60    |

### Фауна й флора
Різнотравна-типчакова й ковилова степова рослинність через активну антропогенну дію в первинному вигляді збереглася лише на невеликих заповідних ділянках Чорноморського узбережжя та деяких островах Дунаю (біосферний заповідник «Дунайські плавні»). Серед життєвих форм флори переважають багаторічні трав'янисті рослини (56 %). Частка однорічних приблизно вдвічі нижча — 27 %. У цілому трав'янисті рослини становлять близько 90 % видового складу флори. На долю дерев, чагарників, чагарничків, напівчагарників і напівчагарничків припадає лише 10 % флори. Серед деревних рослин переважають дерева, найпоширеніші види: дуб звичайний, акації жовта, біла і софора, клен гостролистий і татарський, горіх волоський, ясен, липа, смородина, обліпиха крушиновидна, шипшина, барбарис тощо.
Фауна різноманітна. Трапляється багато видів плазунів відділу ящірок (різнокольоровий ящур, прудка і кримська ящірки) та змії (звичайний і водяний вуж, звичайна і східна степова гадюки), а також європейська болотна черепаха.
Водяться хвостаті земноводні (звичайний та гребінчастий тритони) і безхвості (кумка червоночерева, звичайна квакша, звичайна і зелена жаби, трав'яні, ставкові та озерні жаби).
Серед птахів мешкають горобцеподібні (горобці, зяблики, шпаки, ворона, синиці, соловей, жайворонки, ластівки), куроподібні (перепілка, сіра куріпка, фазани), лелекоподібні (сіра та білі чаплі), гусеподібні (лебідь-шипун, гуска сіра, нерозень, крижень), ржанкоподібні (чайки, кулики-сороки), хижі (орлан-білохвіст, орел-могильник, степовий орел), також вухата та болотяна сови, сокіл, дятли, зозулі, голуби та баклани.
Ссавці представлені комахоїдними (їжаки, кроти, землерийки), гризунами (миші, щури, білки, ондатри, нутрії, звичайні хом'яки, бабак і крапчастий ховрах, великий тушканчик), зайцеподібними (заєць сірий, дикий кріль), хижими (кішки, собаки, лисиці, європейська норка, горностай, куниці, єноти), рукокрилими (кажани) та копитними звірами (коні, корови, свині, кози, вівці, віслюки, дикий кабан).
Територія села перебуває в ареалі рідкісних видів звірів і птахів, занесених до Червоної книги України: соня, сліпаки, лісовий кіт, білий лелека, степовий журавель, ходуличник і рожевий пелікан.

### Екологія
Внаслідок історичного розвитку й природних факторів, сільськогосподарська галузь є провідною, тому антропогенне навантаження на екологію задовільне. Промислові підприємства розташовані здебільшого на околиці села та протягом останнього десятиріччя більшість з яких не експлуатується. Об'єкти атомної енергетики, уранодобувної та хімічної промисловості перебувають на великій відстані від села.
На якість атмосферного повітря здебільшого впливають вихлопні гази автотранспорту та стаціонарних печей домівок, однак їх вплив є низьким, не більше 0,3 ГДК (гранично допустимій концентрації шкідливих речовин).
Якість води не відповідає санітарно-хімічним і бактеріологічним нормам на 6,3 % ГОСТ 2874-82 «Вода питна». Зношеність водопровідної мережі задовольняє потреби лише 56,8 % населення. Середньорічна водозабезпеченість одного мешканця становить близько 10 тис. м³, що на 67 % нижче норми, яка визначена Європейською економічною комісією ООН.
Ґрунти регіону належать до найбільш родючих ґрунтів України, з вмістом гумусу 3 — 7 %. Дозоване вживання мінеральних добрив і пестицидів (для захисту рослин і боротьби з бур'янами) лише позитивно впливає на нормальний круговорот речовин регіону і запобігає акумуляції в ґрунті сполук металів (заліза, ртуті, свинцю, міді та ін.), важких металів і вуглеводнів.
Важливим чинником екосистеми Шевченкового є його розмірений ритм життя, низький рівень шуму та вібрацій. Інтенсивний розвиток паркової зони разом із позитивними стресовими показниками є каталізаторами формування здорового суспільства.

## Історія

### У складі Османської імперії (1538—1812)

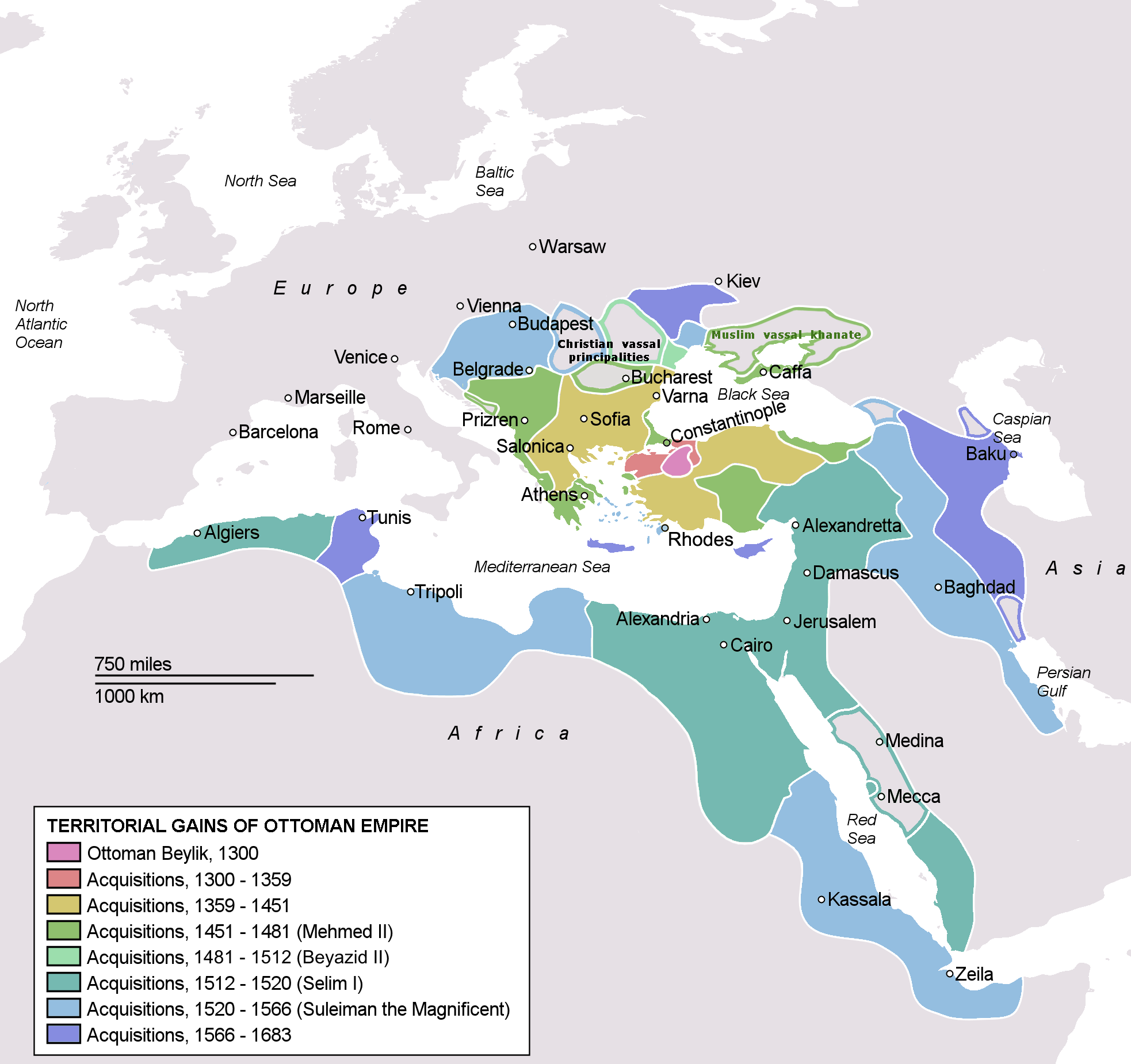
Османська імперія в XIV—XVII століттях

У XVI—XVIII століттях на землі Буджака поселяються османські солдати — тімаріоти, які за дохід тімару-землі зобов'язані були нести службу в кінно-піхотних загонах османської армії. В адміністративному відношенні територія отримує статус раї з центром у місті Кілія. Так, у 1776 році територію нинішнього села Шевченкове отримав у володіння генерал османської армії Кара Махмет (осман. Kara Mehmet). Двобунчужний паша Кара Махмет, останній османський комендант Кілійської фортеці, за 3 км від східного кордону села Шевченкове володів маєтком і спорудив мечеть Про дослов'янське життя на території сучасного Шевченкове свідчать результати розкопок Курганської групи на півдні села, які проводив в 1963 році Микола Шмогий..
Заснування села Кара-Махмет. На деякій відстані від османського маєтку Кара Махмета в 1778 році на берегах балки Течія з'явилося перше поселення, засноване шістьма сім'ями Запорізьких козаків, які, очевидно, переселились на землі Буджаку після зруйнування Запорізької Січі: Зайвий (прізвисько, справжнє прізвище Гречкосій), Маслянка (Бабенко), Дудник (Кушніренко), Ганзюк (Бабенко), Вень (Дрібноход) і Співднюк (Сватаненко). У 1790 році поселення перетворилося на в село і отримало назву Слобода. 12 (23) квітня 1790 року вважається офіційним днем заснування села Кара-Махмет.

### У складі Російської імперії (1812—1856)

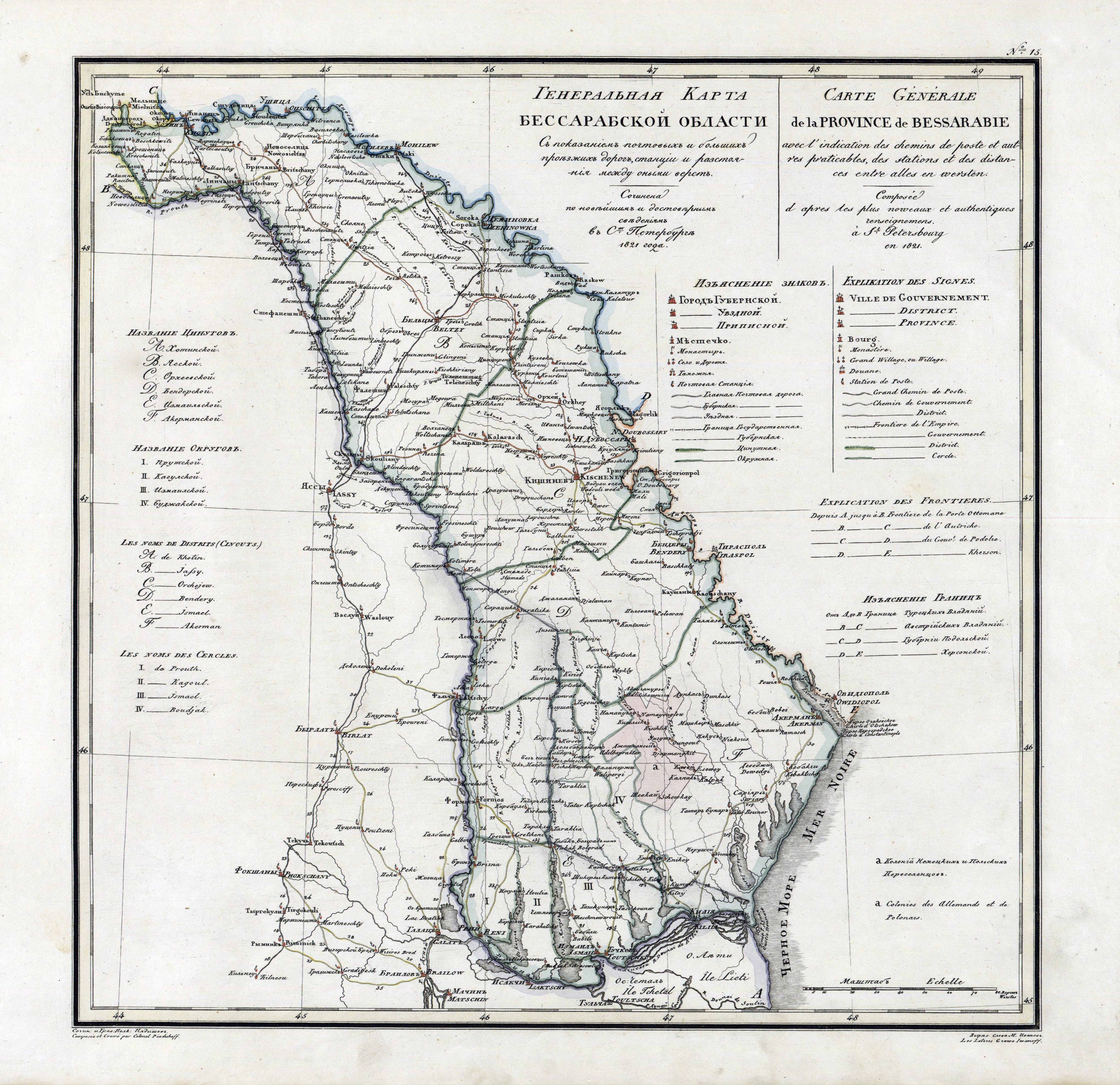
Карта Бессарабської області Російської імперії у 1812—1856 рр.

У другій половині XVIII — першій половині XIX століттях на території Придунав'я відбулася низка битв російсько-турецьких воєн. У результаті перемоги Російської імперії в російсько-турецькій війні (1768—1774), за Кючук-Кайнарджійським мирним договором за Росією визнається право захисту і заступництва християн в Дунайських князівствах, проте територія все ще залишається у володінні Османської імперії.
18 (29) жовтня 1790 року, під час російсько-турецької війни 1787—1791, фортеця Кілія, що контролювала нижню частину гирла Дунаю, здалася російським військам під командуванням генерала І. В. Гудовіча. Паша Кара Махмет втік до Ізмаїлу, однак після штурму міста О. В. Суворовим у грудні того ж року був убитий. У Кілії базувалася дивізія під командуванням герцога Ришельє (генерал-губернатора Новоросійського краю), внаслідок чого місто стало центром формуванням волонтерських полків Усть-Дунайського козачого війська.
З 1806 року починається масове виселення османів, татар і ногайців з Придунав'я та інтенсивне заселення слов'янами. Для цієї мети поселенцям царською владою надається низка пільг: 60 десятин землі на господарство, звільнення від усіх податків на 10 років і свобода віросповідання.
Успішна військова кампанія російського фельдмаршала М. І. Кутузова в російсько-турецькій війні (1806—1812) дозволила території Дунайсько-Пруто-Дністровського межиріччя відійти до Росії, що було закріплено 16 (28) травня  1812 року Бухарестським мирним договором. Уже 1813 року село Кара-Махмет має офіційний статус у складі Кілійського округу, з 1818 року — Бессарабської області (до 1812 року Бессарабією називали лише південну частину межиріччя Дунаю, Прута та Дністра — Буджак).
Друга хвиля переселення українців. Після знищення Задунайської Січі частина її жителів оселилася в Буджаку, зокрема й у Кара-Махметі.

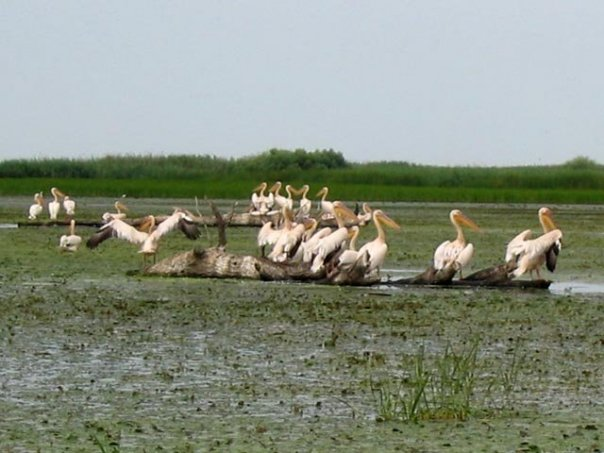
Стенцовські плавні

У 1820—1830-х роках поміщицькі селяни низки губерній Малоросії прямують до Південної України та Південної Бессарабії, де кріпосне право було відсутнє. Так, у Кара-Махметі 1827 року поселяються кілька таких селянських родин: Сліпченко-Мішолов, Комнатні, Ільченки-Печеньки, Чумаченки-Руденки, Чумаченки-Бідні, Чумаченки-Пишнограї та ін. Поступово населення села починає збільшуватися, розвивається господарство, з'являються виноградники.
У 1821 році село Кара-Махмет має 61 двір, де проживає 150 чоловіків та 106 жінок[джерело?], а у 1827 році налічувалося 107 глиняних хат, в яких мешкало 104 сім'ї — 336 чоловіків і 294 жінок, а також були 4 млини, з яких 3 вітряні і один земляний, 9 колодязів — 2 кам'яних і 7 земляних, один фруктовий сад, 14 коней, 560 голів великої рогатої худоби та 70 голів овець.
До 1835 року в Кара-Махметі мешкають представники родів: Бабиченко, Баланенко, Бараненко, Бондар, Бородатий, Василенко, Войтченко, Гавріненко, Глуменков, Гнатенко, Головченко, Голубенко, Григоренко, Гріменко, Гриценко, Девченко, Дрібноход, Дробноход, Дубовий, Жовтенко, Заболотний, Зайвий, Запорожець, Захорошивий, Звізніченко, Здоровченко, Зелінські, Зенченко, Ілішен, Каленик, Калениченко, Кваша, Квітка, Клименко, Кобзар, Коновал, Корнієнко, Кортенко, Кравченко, Кременчук, Кравченко, Кут, Кучеренко, Кушнір, Левченко, Лисенко, Майданченко, Маринченко (Науменко), Марченко, Марченков, Місько, Науменко, Остапенко, Петренко, Погрібний, Подоленко, Подунаєнко, Похіле, Ревенко, Жвавий, Решетник, Родіонов, Романенко, Романовський, Сергієнко, Сіміненко, Слободніка, Соломоненко, Ткаченко, Трофименко, Вусатий, Фоменко, Харченко, Херсуненко, Царенко, Черненко, Чернявський, Чумаченко, Шевченко, Шкуропат та Якименко[джерело?].
1822 року було споруджено перший у селі храм, названий на честь Марії Магдалини. Першим її служителем став священик Дмитро Бєлоданов. Однак у 1829 році від удару блискавки дерев'яна церква згоріла. На її місці наприкінці XIX століття зведено каплицю, але з приходом радянської влади в 1940-х роках її було розібрано. Зараз на цьому розміщується південна частина Палацу Піонерів.
1840 року коштами парафіян і княгині Олександри Толстой (Стангол) почалося будівництво кам'яної церкви за кресленнями архітектора Петрова. Протягом 8 років будівництвом керував М. К. Вдовіченко. 27 (9) жовтня 1848 року храм було освячено, що було приурочено до дня Апостола та Євангеліста Іоанна Богослова. Першим її служителем був священик Іоанн Клодницький. 1891 року, коли було прибудовано панамарню та ризницю, було складено план церкви. Церква одноголова, однопрестольна, має вигляд хреста, з високою (близько 14 сажнів) гостроверхою дзвіницею і місткістю до 600 чоловік. Існувало постійне церковно-парафіяльне піклування — церковна рада, яку очолював парох, і яка мала піклуватися про господарські потреби церкви. Також обирався церковний староста, який стежив за дисципліною. При церкві є метричні книги, починаючи з 1822 року зберігаються сповідні розписи, а з 1824 — клірові відомості. З зазначених років без пропусків, за винятком кількох років, ведеться церковна документація, а також прибутково-видаткові книги, що зберігаються в належному порядку до сьогодні[джерело?].

### Знову у складі Османської імперії

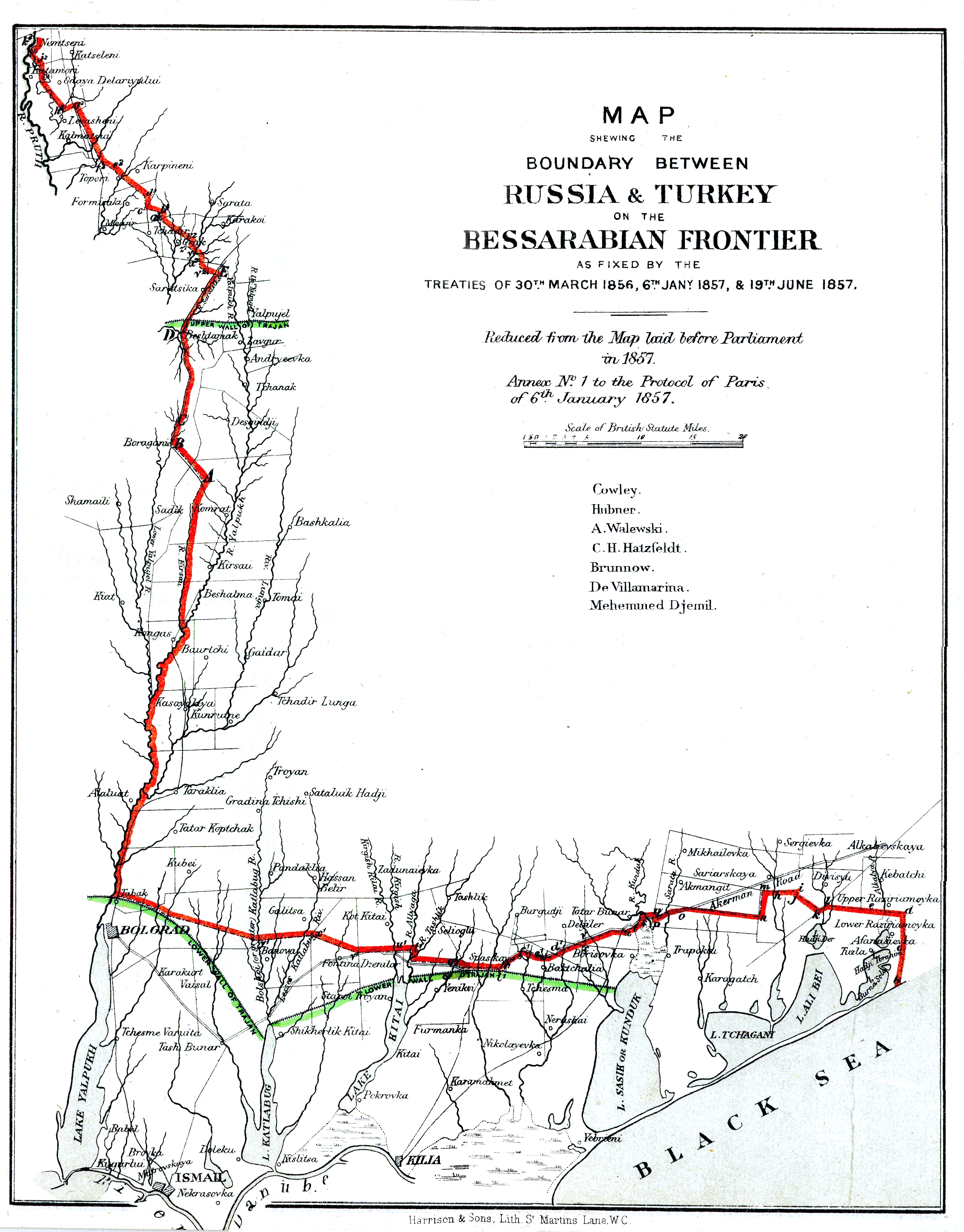
Ізмаїльський повіт на мапі кордону між Османською та Російською імперіями (1856—1878)

Молдовське князівство (1856—1859) за Паризьким мирним договором 18 (30) березня 1856 року, який завершив Кримську війну (1853—1856 років) Російська імперія поступалася Південною Бессарабією на користь Османської імперії, землі села Шевченкового перейшли до Молдовського князівства, яке залишалося васалом Османської імперії.
Об'єднане князівство Волощини і Молдови (1859—1878) 1858 року Александру Йоан Куза був обраний одночасно і господарем Молдовського князівства і князем Валахії, а тому був реалізований план з об'єднання «волохів», «молдован» і «банатців» під єдиною назвою «румуни». 4 грудня 1861 року Висока Порта ухвалила «Фірман про адміністративний устрій Молдови і Волощини», який затвердив політичне та адміністративне об'єднання Молдови і Валахії у складі Османської імперії, а 29 листопада (11 грудня) 1861 року А. Й. Куза опублікував прокламацію, яка затверджувала утворення Об'єднаного князівства Волощини і Молдови.
1868 року до слободи Кара-Махмет прибувають біженці з Польщі, які рятувались від царських військ, які придушували Польське повстання (1863—1864 років): Ярецькі, Пашковські, Зелінські тощо, які оселялись на сучасних вулицях Леніна, Колгоспній та Чернишевського, остання з яких в у той час мала назву Ярецької.

### Повернення до Російської імперії (1878—1917)

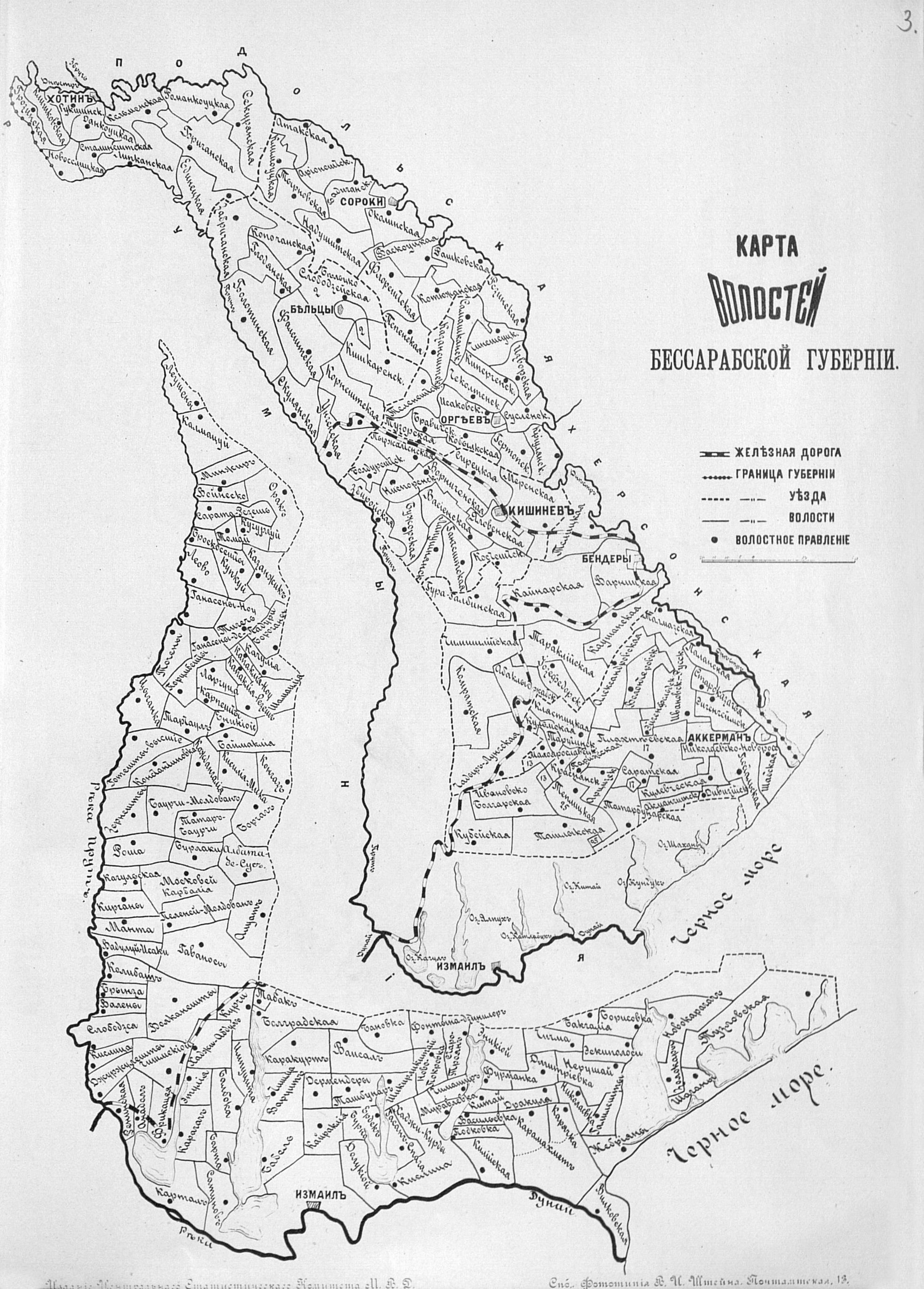
Мапа волостей Бессарабської губернії Російської імперії у 1892 р.

За наслідками Берлінського трактату, який був підписаний 1 (13) липня  1878 року і завершив російсько-турецьку війну (1877—1878 років), південна частини Бессарабії була повернена Російській імперії, і село Кара-Махмет увійшло до складу Ізмаїльського повіту Бессарабської губернії.
1874 року розпочата румунською владою політика колонізації була продовжена царською адміністрацією. Мешканцям виділяють земельні ділянки по 28 десятин (понад 30 га) орної землі і вигонів на одруженого. У 1879 році до села прибувають переселенці з Катеринославської губернії, за якими закріплюються землі на північній околиці села від сучасних вулиць Одеська та Татарбунарська, що мали назву «Вичіта». Серед поселенців були: Коломійченко, Кузьма та ін. Центральна ж територія села носить народну назву «займанщина», тобто займалася тільки з дозволу османів та росіян влади «Першою Росії» у першій половині XIX століття.
У 1880 році було засновано два народні училища (окремо для дівчат і хлопчиків), учителем у яких був священик Іоан Фетов. 1881 року завершився перший навчальний рік у однокласному чоловічому училищі села Карамахмет Ізмаїльського повіту, де учителював П. А. Горенко, рідний дядько А. А. Ахматової. 1894 року коштами парафіян засновується церковно-приходська школа (директор В. А. Праведний, псаломщик — Е. П. Білодан), де навчалося близько 60 учнів, переважно хлопчики. А у 1904 році відкрито чотирикласну школу, де працювали 2 вчителі та священик. Тривалий час директором її був Г. С. Загорский, через що школа, отримала назву «Школа Загорського». 1913 року відкрито другу початкову школу, що підпорядковувалася школі Загорського.
За даними перепису 1897 року в Карамахметі мешкало 2574 особи.
На початку XX століття в Карамахметі виникають штундистське та євангельсько-баптистське братства. Перша громада, члени якої прийняли назву «Боже військо», богослужіння проводили в будинках самих віруючих.
На початок XX століття за селом закріплено 5342 десятини і 2335 кв. сажнів землі. Землі села межують: на сході — з землями села Корячка; на півдні — землі графині Толстой (Станьгол); на заході — землі графині Толстой, поміщика Філіппова і села Китай; на півночі — графині Толстой і села Дракуля. На південно-заході розміщувався маєток «Волянський», частково переданий у компенсацію І. Сакаряну за експропрійовану у нього Мошію-Козей, що біля Нерушаю і Дракулі, частково (у розмірі 231 лот) пішло в заміну селянських «лотів», отриманих раніше на незручній плавневій землі[джерело?].

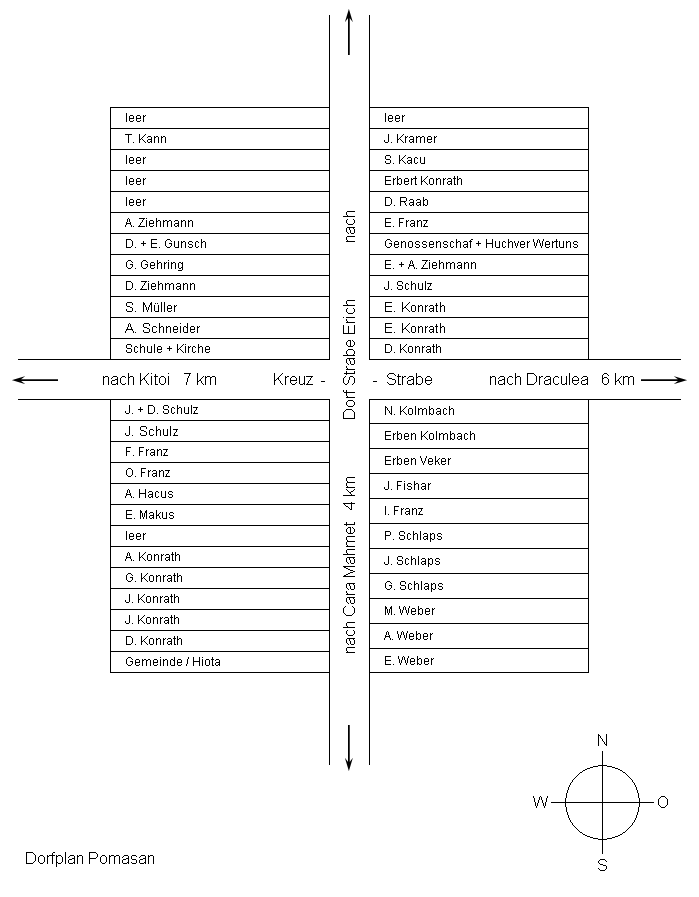
Карта села Помазани

Виникнення німецьких поселень. Прятягом 1908—1909 років низка наділів в урочищі Мальцева (1500 га), на півдні (1500 га) та півночі (2700 га), які раніше належали графині Олександрі Толстой, було придбано бессарабськими німцями Готфрідом Шульцом та його сином Августом. 1912 року німці заснували села: за 6 км на північ від Кара-Махмет Помазани та за 4 км на південний захід — Парапари. В них були рівні вулиці, були школи, молитовні лютеранські будинки та кладовища.
Станом на 1913 рік у селі Кара-Махмет було 586 дворів з населенням 2762 чоловік, до 1 тис. коней, близько 10 тис. великої рогатої худоби, 1,5 тис. свиней та понад 2 тис. овець. Існували моторний жорновий млин з маслоробкою Т. Я. Мишелова, паровий млин, а також крупорушка Я. Козаченка (пропрацювала до 1993 року), паровий млин жителя села Чичма. Діяв цегельний завод ізмаїлчаніна Л. Пугачова, завод з виробництва черепиці жителя села К. Кіндрата. Також працювали 4 кузні, 3 столярки, телеграфне відділення, кілька магазинів. У селі було понад 15 кравців, 5 шевців, 5 кабачків та 3 лавки роздрібної торгівлі. У 1908 році в селі відкрито пошту. Найбільші земельні наділи мали І. Гінчак (80 десятин землі), К. Кутас (45 дес.), В. Кипарис (35 дес.), Т. Гречкосій і А. Решетник (по 40 дес.) тощо..
|              | Населення приходу по сповідному пропису 1908 року складається з 2483 чоловік обох статей і володіє землею на праві власності в кількості 5342 десятин 2335 кв сажнів. Великих господарств і багатіїв немає, за винятком одного, що володіє неабияким капіталом і вісімдесяти п'ятьма десятинами землі, - але зате і абсолютно жебраків в приході немає. |
| — [джерело?] | |

З початком Першої світової війни до лав російської армії з Кара-Махметі було мобілізовано 428 військово-придатних солдатів, які брали участь у війні в складі Бессарабського корпусу. Також було Конфісковано гужовий транспорт і провіант[джерело?]. З фронту повернулося 399 осіб, 29 військових — загинуло[джерело?].

### У складі Молдовської Демократичної Республіки (1917—1918) та Румунського королівства (1918—1940)
Після прийняття 2 (15) грудня 1917 декларації про проголошення незалежної Молдовської Демократичної Республіки лідери молдовського законодавчого органу Сфатул Церій почали переговори з румунським урядом про введення до Бессарабії військ, і 27 березня 1918 року на засіданні Сфатул Церія було ухвалено рішення про входження Бессарабії до складу Румунського королівства на правах автономії, а 25-26 листопада 1918 року — ухвалене рішення про приєднання Бессарабії до Румунії без додаткових умов.
Після цих змін село Кара-Махмет увійшло до Кілійської волості Ізмаїльського повіту Нижньодунайскої провінції (цинут Дунерій де Жос ку капіталу Галац, жудец Ізмаїл, пласа Кілія-Нова, комуна Кара-Махмет).
У 1918 році жителі села в Кара-Махметі розорили маєток Сакаряна поблизу села та розподілили між собою награбоване. Проте, з приходом румунських бояр, майно поміщику було повернено, а селян обкладено штрафом у розмірі 200 рублів.
По приєднанню Бессарабії до Румунії було проведено аграрну реформу: поміщикам залишалися тільки до 100 га земель, а вся відібрана в них земля передавалася безземельним селянам, які мали бажання займатися господарством, близько 5 га на працездатну людину, а також 1 га «толоки» (пасовище в плавнях). У селі діяло відділення кооперативного сільськогосподарського банку Бессарабії (у будівлі нинішньої школи по вул. Шевченка), який видав кредити до 10 000 лей (наприклад, корова тоді коштувала близько 3 000 лей)[джерело?].
Щомісяця відбувалася перевірка санітарного стану території села та гігієни населення. У будинку М. Кутас по вулиці Леніна румунською владою було організовано їдальню для малозабезпечених верств населення. У 1935 році до Кара-Махмету приїхала акушерка Марія Федорівна Работа, яка разом з лікарем, який був у селі Новоселівка, надавали медичну допомогу жителям села.
Після анексії території Бессарабії Румунією у Кара-Махметі було створено жандармську дільницю, штат якої налічував 20 осіб. Спочатку дільниця розміщувалась в будинку по вулиці Леніна, а пізніше — по вулиці Шевченка. Була введена комендантська година з 22:00 вечора до 6:00 години ранку. У Кара-Махмет фактично заборонялося розмовляти не румунською мовою, навчання в школах і церковна служба велися виключно румунською мовою. Протестанти за проведення богослужіння у вечірній час піддавалися гонінню.

Монумент учасникам Татарбунарського повстання (вересень 1924 р.)

Політика соціального і національного утиску румунським урядом у Південній Бессарабії викликала протест місцевого населення. 14—15 серпня 1924 року в селі Нерушай в ході конфлікту між місцевим населенням та жандармами через мовне питання кілька людей було вбито. Протягом наступних 3-х днів в селі Татарбунари розгнівані жителі розгромили жандармську дільницю і захопили примарію. Заворушення охоплює інші населені пункти в регіоні.
У Кара-Махметі у 1923 році виникає нелегальна група, яка співчувала радянській владі і готувалось до повстання. У заворушеннях у селі, яке підтримало Татарбунарське повстання, взяло участь 74 жителя. Організаційну групу з 5 осіб (С. Ф. Заволока, С. С. Кас'яненко, К. Ф. Кутас і Д. Світленко) очолив Логвин Коваленко. Повстання було придушене: 13 осіб було заарештовано, а 4 з них — засуджено на різні строки ув'язнення. Поблизу хутора Парапари кілька учасників повстання було розстріляно. На честь загиблих учасників повстання у селі було відкрито пам'ятник «Славі Героям Татарбунарського повстання полеглим в боротьбі з румунськими боярами (вересень 1924 р.)».
1934 року пресвітер євангельсько-баптистської громади Яків Козаченко на свої кошти збудував перший у селі Молитовний будинок Євангельських християн баптистів, який збереглася до сьогодні.
У 1937 році було відкрито і освячено примарію Кара-Махмет, будівля якої на сьогодні зайнята сільською радою. При примарії було створене господарство, яке мало робочу худобу і сільськогосподарський реманент для прибулих селян. Того ж року почалося будівництво дороги Кілія — Аккерман, яка проходила через село, і мала стратегічне значення.

### Після приєднання до СРСР (1940—1941)

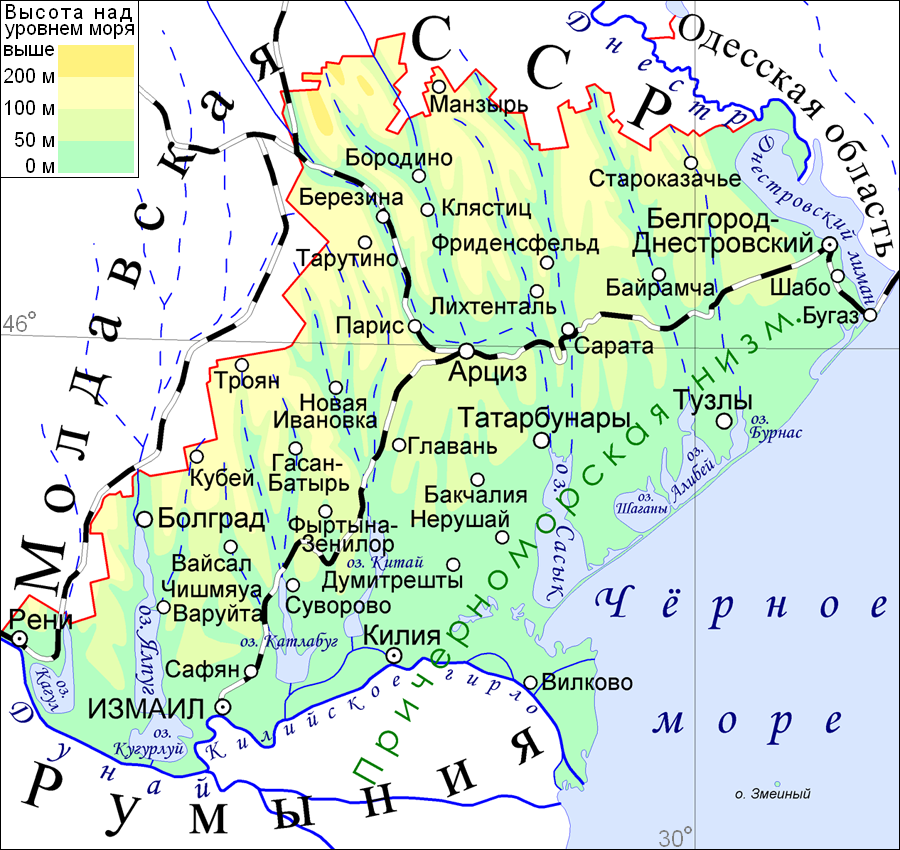
Карта Ізмаїльської області в складі СРСР

За таємним додатком пакту Молотова — Ріббентропа між Німеччиною і Радянським Союзом 23 серпня 1939 року підписано Бессарабія знаходилась у сфері інтересів СРСР, а тому після представлення румунському послу в СРСР ноти з вимогою передачі до Радянського Союзу землі по р. Прут та погодженням на це румунської сторони 28 червня 1940 року радянські війська зайняли територію Бессарабії.
7 серпня в межах УРСР з Аккерманського та Ізмаїльського повітів сформована Аккерманська область з адміністративним центром в місті Аккермані. 7 грудня Указом Президії Верховної ради СРСР Аккерманська область перейменована на Ізмаїльську, а обласний центр перенесено до Ізмаїла, до складу Кілійського району якої входило село Карамахмед. 8 березня 1941 року жителі села отримали радянське громадянство.
Увечері 28 червня 1940 року Карамахмед був зайнятий радянськими військами. Наступного дня почалася конфіскація майна і депортація багатих родин «куркулів, кулаків» в Казахську РСР, Комі АРСР, Абхазьку АРСР, Красноярський край, Омську і Новосибірську області: мільйонерів Городниченко І. С. і його батька, майбутнього молдовського композитора Загорського В. Г., Шкурину Т. А. (Його будинок переобладнано під лікарню), Козаченка Я. А. (будинок його став дитячим садком, а млин, з відходом радянських військ, у 1941 році підірваний), та багатьох інших. Згідно з указом Президії Верховної ради СРСР від 15 серпня 1940 року землі всієї Бессарабії націоналізуються.
Постановою ЦК ВКП(б) і Раднаркому СРСР від 21 серпня 1940 року «Про заходи щодо Бессарабії і Північної Буковини» було визначено програму їх прискореного розвитку. У Придунайський край надіслано понад 3,4 тисячі різних фахівців з усього Радянського Союзу. Так до Кара-Махмету з П'ятихатського району Дніпропетровської області прибув А. Т. Лисенко для проведення роз'яснювальної роботи з організації колективного господарства; згодом він став другим головою сільської ради. 22 лютого 1941 року створено перший колгосп «Імені 23-ї річниці Робочої селянської Червоної армії», першим головою обрано Петренка П. С.
У вересні 1940 року здійснена репатріація німців з сіл Помазани та Парапори, землі і нажите майно було конфісковане до держфонду СРСР. Після розколу Європи в 1939 році, східні німці повинні були прийняти радянське громадянство (німці були румунськими громадянами), або повернутися на історичну батьківщину. В покинуті села заселяються переселенці з сусідніх сіл і міст (Ліски, Вилкове, Кілія і Дем'янівка). В Помазанах було створено радгосп ім. Чехова, в подальшому його реорганізовано в колгосп (голова І. Я. Кушніренко). У 1945—1950 роках в Помазанах і Парапарах розміщувався Шевченківський дитячий садок, для дітей, що втратили батьків.
Влітку 1940 року знесене старе кладовище та відведена ділянка під нове на паралелі сучасних вулиць Кутузова і Суворова.

### У роки румунської окупації (1941—1944)

Карта Румунського королівства у роки Другої світової війни

22 червня 1941 року країнами Осі розпочато вторгнення в СРСР. У червні—липні 1941 року територія Бессарабії повністю окупована військами 3-ю і 4-ю румунськими арміями, а також 11-ю німецькою армією, загальною чисельністю близько 800 тис. осіб. Радянські війська Південного фронту, в тому числі і прикордонники, виведені за річку Дністер. Дунайська військова флотилія близько місяця сприяла обороні захоплених ними на румунському березі плацдармів, потім 19 липня 1940 перебазувалася до Одеси і згодом була розформована.
У червні протягом кількох днів у село прибувають каральні загони (жандармерія, що знаходилася на перетині вулиць Чернишевського — Леніна). Протягом трьох років румунською владою мобілізоване військовоздатне чоловіче населення в табори військової підготовки «концентрації». Багато чоловіків були змушені ховатися в плавнях, землянках та сусідніх селах. У місцевого населення закуповують провіант. Для військових потреб відбирають худобу. Також румунською владою заарештовані активісти, причетні до радянської окупації, і ті, що переховувалися від румунської мобілізації. Однак у складі Румунської армії карагметчани не брали участь, через недовіру румунської влади до бессарабців.

### У післявоєнний період у складі СРСР (1944—1991)
Друга світова війна. У березні-серпні 1944 року в ході Умансько-Ботошанської та Яссько-Кишинівської наступальних операцій військами 2-го і 3-го Українських фронтів територія Бессарабії знову звільнена. 24 серпня 1944 року до 17:00 години румунські війська залишають село Кара-Махмет. Наступного дня на територію села вводяться війська 3-го Українського фронту. Бойових дій на території села не відбувалося. В операції з ліквідації залишків румунських окупантів у селі загинув воїн І. Ф. Градунов. З приходом радянських військ, на околиці села встановлюються чотири артилерійські гармати і розпочата мобілізація воєнноздатного населення. На фронтах Другої світової війни билися 534 жителя села, 223 з них загинули. За мужність і відвагу, проявлені на фронтах, орденами і медалями СРСР нагороджено 317 осіб. У складі радянських військ карагметчани брали участь у боях за Румунію, Болгарію, Угорщину, Чехословаччину, Польщу і Німеччину, а також брали участь у штурмі Рейхстагу (Резвий Олексій Іларіонович, Александренко Григорій Маркович і Коновка Федір Іванович). 9 травня 1975 року, до тридцятиріччя завершення Другої світової війни, відкрито пам'ятник на честь загиблих воїнів, вихідців з Шевченкового.
| \| Прізвище \| Ім'я \| Батькові \| Рік народження \| \| ------------- \| --------- \| -------------- \| -------------- \| \| Александренко \| Аврам \| Аврамович \| 1908 \| \| Александренко \| Костянтин \| Григорович \| 1922 \| \| Бабенко \| Антон \| Порфирович \| 1924 \| \| Бабенко \| Василь \| Михайлович \| 1926 \| \| Бабенко \| Дмитро \| Васильович \| 1920 \| \| Бабенко \| Іван \| Іванович \| 1919 \| \| Бабенко \| Іван \| Павлович \| 1903 \| \| Бабенко \| Іван \| Сергійович \| 1910 \| \| Бабенко \| Петро \| Іларіонович \| 1916 \| \| Бабенко \| Федот \| Тадейович \| 1906 \| \| Бабенко \| Феофан \| Полікарпович \| 1908 \| \| Бабенко \| Яків \| Семенович \| 1919 \| \| Барбасура \| Юхим \| Павлович \| 1913 \| \| Барбасура \| Сидір \| Гордійович \| 1911 \| \| Беженар \| Петро \| Дмитрович \| 1924 \| \| Бобошко \| Федір \| Тадейович \| 1912 \| \| Богданенко \| Василь \| Кірьяновіч \| 1921 \| \| Богданенко \| Степан \| Мойсейович \| 1922 \| \| Бойченко \| Кузьма \| Васильович \| 1923 \| \| Бондаренко \| Деонис \| Федорович \| 1921 \| \| Галба \| Ананій \| Кононович \| 1920 \| \| Гінчак \| Андрій \| Іванович \| 1925 \| \| Гінчак \| Дмитро \| Архипович \| 1923 \| \| Голобородько \| Микола \| Макарович \| 1903 \| \| Голубенко \| Олександр \| Кононович \| 1921 \| \| Горбаченко \| Митрофан \| Васильович \| 1915 \| \| Городниченко \| Василь \| Самсонович \| 1924 \| \| Городниченко \| Гаврило \| Григорович \| 1924 \| \| Городниченко \| Іван \| Іванович \| 1910 \| \| Городниченко \| Іван \| Севастьянович \| 1925 \| \| Городниченко \| Ісак \| Сидорович \| 1922 \| \| Городниченко \| Павло \| Дементійович \| 1923 \| \| Городниченко \| Петро \| Трохимович \| 1926 \| \| Городниченко \| Яків \| Іванович \| 1920 \| \| Гречкосій \| Михайло \| Костянтинович \| 1922 \| \| Гречкосій \| Феодосій \| Іванович \| 1919 \| \| Гречкосій \| Феодосій \| Михайлович \| 1920 \| \| Гречкосій \| Яків \| Якович \| 1925 \| \| Гриценко \| Кузьма \| Афанасійович \| 1912 \| \| Димченко \| Олексій \| Петрович \| 1925 \| \| Донченко \| Карп \| Мойсейович \| 1911 \| \| Дрібноход \| Оникій \| Володимирович \| 1913 \| \| Дрібноход \| Афанасій \| Ананійович \| 1910 \| \| Дрібноход \| Василь \| Кірьяновіч \| 1923 \| \| Дрібноход \| Василь \| Никифорович \| 1909 \| \| Дрібноход \| Григорій \| Омелянович \| 1926 \| \| Дрібноход \| Дмитро \| Архипович \| 1923 \| \| Дрібноход \| Іван \| Ананійович \| 1912 \| \| Дрібноход \| Микита \| Євтихійович \| 1920 \| \| Дубовой \| Григорій \| Іванович \| 1921 \| \| Дубський \| Сава \| Семенович \| 1924 \| \| Заболотній \| Архип \| Лукович \| 1919 \| \| Заболотній \| Іван \| Омелянович \| 1923 \| \| Заболотній \| Філіп \| Іванович \| 1918 \| \| Задорожний \| Гаврило \| Артемович \| 1916 \| \| Задорожний \| Григорій \| Зіновійович \| 1924 \| \| Задорожний \| Лаврентій \| Феодосійович \| 1918 \| \| Зайвий \| Архип \| Іванович \| 1914 \| \| Зайвий \| Василь \| Степанович \| 1922 \| \| Запорожець \| Іван \| Зіновійович \| 1926 \| \| Запорожець \| Петро \| Савович \| 1915 \| \| Захарченко \| Дмитро \| Мартинович \| 1903 \| \| Захарченко \| Михайло \| Кирилович \| 1924 \| \| Захарченко \| Павло \| Андрійович \| 1923 \| \| Зелінський \| Данило \| Данилович \| 1921 \| \| Зінченко \| Євтихій \| Аксентійович \| 1922 \| \| Зінченко \| Іван \| Григорович \| 1921 \| \| Зимовий \| Степан \| Феодосійович \| 1909 \| \| Іванов \| Никифор \| Петрович \| 1901 \| \| Ільченко \| Василь \| Юхимович \| 1923 \| \| Ільченко \| Марк \| Лукич \| 1907 \| \| Ільченко \| Спиридон \| Кузьмич \| 1910 \| \| Ільченко \| Степан \| Васильович \| 1924 \| \| Кас'яненко \| Спиридон \| Ананійович \| 1924 \| \| Кас'яненко \| Степан \| Лук'янович \| 1912 \| \| Кас'яненко \| Федір \| Кирилович \| 1923 \| \| Квітка \| Яким \| Семенович \| 1924 \| \| Квітка \| Іван \| Павлович \| 1925 \| \| Кипарис \| Дмитро \| Никифорович \| 1920 \| \| Клименко \| Марк \| Іванович \| 1909 \| \| Клименко \| Тимофій \| Логіновіч \| 1922 \| \| Коваленко \| Ананій \| Мефодійович \| 1922 \| \| Коваленко \| Дмитро \| Йосипович \| 1921 \| \| Коваленко \| Іван \| Олександрович \| 1924 \| \| Коваленко \| Іван \| Онисимович \| 1922 \| \| Коваленко \| Семен \| Ананійович \| 1909 \| \| Коваленко \| Яків \| Нестерович \| 1918 \| \| Коваль \| Гргорій \| Ілліч \| 1916 \| \| Колісніченко \| Афанасій \| Савович \| 1912 \| \| Колісніченко \| Василь \| Логіновіч \| 1923 \| \| Колісніченко \| Омелян \| Кононович \| 1908 \| \| Колісніченко \| Пантелей \| Феодосійович \| 1918 \| \| Колісніченко \| Феодосій \| Михайлович \| 1920 \| \| Комнатний \| Афанасій \| Микитович \| 1923 \| \| Комнатний \| Михайло \| Іванович \| 1910 \| \| Корнієнко \| Іван \| Йосипович \| 1924 \| \| Корнієнко \| Йосип \| Петрович \| 1924 \| \| Корнієнко \| Петро \| Гурійович \| 1924 \| \| Куликівський \| Василь \| Іванович \| 1922 \| \| Куликівський \| Іван \| Костянтинович \| 1926 \| \| Кутас \| Андрій \| Архипович \| 1921 \| \| Кутас \| Григорій \| Григорович \| 1924 \| \| Кутас \| Євтихій \| Купріянович \| 1923 \| \| Кутас \| Іван \| Микитович \| 1925 \| \| Кутас \| Іларіон \| Кіндратович \| 1909 \| \| Кутас \| Степан \| Федосійович \| 1906 \| \| Кучеренко \| Іван \| Миколайович \| 1920 \| \| Кучеренко \| Сава \| Іванович \| 1902 \| \| Кушніренко \| Олексій \| Платонович \| 1919 \| \| Кушніренко \| Іван \| Діонісовіча \| 1924 \| \| Кушніренко \| Іван \| Іванович \| 1925 \| \| Кушніренко \| Іван \| Ульянович \| 1909 \| \| Кушніренко \| Кузьма \| Гнатович \| 1923 \| \| Кушніренко \| Петро \| Сидорович \| 1924 \| \| Левченко \| Василь \| Іванович \| 1923 \| \| Левченко \| Кирило \| Петрович \| 1909 \| \| Маленко \| Іван \| Савович \| 1912 \| \| Маленко \| Петро \| Оникійович \| 1921 \| \| Маленко \| Степан \| Іванович \| 1918 \| \| Маленко \| Степан \| Михайлович \| 1911 \| \| Манжара \| Василь \| Петрович \| 1909 \| \| Мартиненко \| Йосип \| Іванович \| 1921 \| \| Мишолов \| Андрій \| Кононович \| 1919 \| \| Мишолов \| Василь \| Климович \| 1919 \| \| Мишолов \| Григорій \| Оникійович \| 1922 \| \| Мишолов \| Дмитро \| Оникійович \| 1926 \| \| Мишолов \| Макар \| Лукич \| 1908 \| \| Мишолов \| Михайло \| Климович \| 1921 \| \| Мишолов \| Павло \| Кононович \| 1923 \| \| Мишолов \| Федір \| Тіфофеевіч \| 1915 \| \| Окуненко \| Пахом \| Єлисейович \| 1911 \| \| Окуненко \| Прокопій \| Дмитрович \| 1920 \| \| Остапенко \| Артем \| Кирилович \| 1926 \| \| Остапенко \| Гаврило \| Данилович \| 1911 \| \| Остапенко \| Дмитро \| Юхимович \| 1923 \| \| Остапенко \| трифал \| Данилович \| 1919 \| \| Остапенко \| Філіп \| Кирилович \| 1924 \| \| Пашковський \| Іван \| Сергійович \| 1920 \| \| Петренко \| Василь \| Данилович \| 1920 \| \| Подоленко \| Дмитро \| Степанович \| 1909 \| \| Подоленко \| Максим \| Максимович \| 1919 \| \| Радо \| Афанасій \| Петрович \| 1921 \| \| Руденко \| Іван \| Оникійович \| 1925 \| \| Резвий \| Григорій \| Харитонович \| 1910 \| \| Решетник \| Василь \| Микитович \| 1925 \| \| Решетник \| Дмитро \| Іванович \| 1912 \| \| Решетник \| Дмитро \| Степанович \| 1926 \| \| Решетник \| Іван \| Деомідовіч \| 1909 \| \| Решетник \| Іван \| Єпіфанович \| 1917 \| \| Решетник \| Михайло \| Піменовіч \| 1918 \| \| Решетник \| Михайло \| Степанович \| 1924 \| \| Решетник \| Микола \| Микитович \| 1923 \| \| Решетник \| Сидір \| Піменовіч \| 1907 \| \| Решетник \| трифал \| Піменовіч \| 1913 \| \| Решетник \| Феофан \| Васильович \| 1914 \| \| Романенко \| Семен \| Васильович \| 1918 \| \| Руденко \| Артем \| Харитонович \| 1914 \| \| Руденко \| Павло \| Іванович \| 1922 \| \| Сарапанюк \| Гаврило \| Якович \| 1902 \| \| Сарапанюк \| Юхим \| Гаврилович \| 1926 \| \| Сарапанюк \| Іван \| Гаврилович \| 1925 \| \| Сарапанюк \| Федір \| Васильович \| 1920 \| \| Сватаненко \| Олександр \| Іванович \| 1918 \| \| Сватаненко \| Іван \| Кирилович \| 1912 \| \| Сватаненко \| Йосип \| Михайлович \| 1923 \| \| Світленко \| Григорій \| Іванович \| 1921 \| \| Симіненко \| Іван \| Макарович \| 1925 \| \| Симіненко \| Макар \| Євдокимович \| 1907 \| \| Слободенюк \| Ананій \| Микитович \| 1926 \| \| Слободенюк \| Оникій \| Деомідовіч \| 1915 \| \| Слободенюк \| Гаврило \| Васильович \| 1922 \| \| Слободенюк \| Павло \| Сидорович \| 1926 \| \| Слободенюк \| Прокопій \| Фомовіч \| 1920 \| \| Смирний \| Іван \| Семенович \| 1923 \| \| Смирний \| Михайло \| Трохимович \| 1910 \| \| Степаненко \| Ананій \| Ананійович \| 1925 \| \| Степаненко \| Григорій \| Данилович \| 1911 \| \| Степаненко \| Дміртрій \| Юхимович \| 1923 \| \| Степаненко \| Онуфрій \| Савович \| 1902 \| \| Степаненко \| Павло \| Йосипович \| 1924 \| \| Степаненко \| Петро \| Олексійович \| 1920 \| \| Степаненко \| Петро \| Ананійович \| 1920 \| \| Степаненко \| Петро \| Йовович \| 1926 \| \| Степаненко \| Петро \| Федосійович \| 1924 \| \| Степаненко \| Сава \| Федосійович \| 1922 \| \| Степаненко \| Федір \| Маркович \| 1925 \| \| Сусаєнко \| Архип \| Федотович \| 1910 \| \| Ткаченко \| Ілля \| Самсонович \| 1918 \| \| Трітижний \| Іван \| Миколайович \| 1920 \| \| Ульченко \| Єлисей \| Якович \| 1917 \| \| Ульченко \| Марк \| Лукович \| 1908 \| \| Усатенко \| Василь \| Іванович \| 1926 \| \| Усатенко \| Василь \| Максимович \| 1922 \| \| Усатенко \| Іван \| Андрійович \| 1915 \| \| Фоменко \| Василь \| Данилович \| 1901 \| \| Хорунжий \| Григорій \| Сидорович \| 1920 \| \| Хорунжий \| Іван \| Федорович \| 1925 \| \| Хорунжий \| Самсон \| Федорович \| 1923 \| \| Царенко \| Олексій \| Володимирович \| 1926 \| \| Царенко \| Аркадій \| Прокопович \| 1920 \| \| Царенко \| Артем \| Павлович \| 1925 \| \| Царенко \| Петро \| Степанович \| 1909 \| \| Чернявський \| Василь \| Георгійович \| 1920 \| \| Чернявський \| Дмитро \| Кіндратович \| 1924 \| \| Чернявський \| Іван \| Дмитрович \| 1925 \| \| Чернявський \| Іван \| Корнійович \| 1922 \| \| Чернявський \| Ілля \| Сергійович \| 1918 \| \| Чернявський \| Петро \| Євтихійович \| 1920 \| \| Чумак \| Василь \| Аверьяновіч \| 1923 \| \| Чумак \| Петро \| Аверьяновіч \| 1925 \| \| Чумаченко \| Василь \| Сидорович \| 1921 \| \| Чумаченко \| Іван \| Іларіонович \| 1923 \| \| Чумаченко \| Кирило \| Якович \| 1908 \| \| Чумаченко \| Марк \| Антонович \| 1917 \| \| Чумаченко \| Свва \| Васильович \| 1903 \| \| Чумаченко \| Федір \| Іванович \| 1922 \| \| Чумаченко \| Федір \| Сидорович \| 1922 \| \| Шкуропат \| Костянтин \| Іванович \| 1917 \| \| Шкуропат \| Пантелей \| Афанасійович \| 1920 \| \| Шкуропат \| Федір \| Федорович \| 1924 \| \| Шкуропат \| Філіп \| Варфоломійович \| 1923 \| \| Якименко \| Гаврило \| Омелянович \| 1921 \| \| Всього \| загинуло \| 223 \| чоловіка \| |           |                |                |
| Прізвище | Ім'я      | Батькові       | Рік народження |
| Александренко | Аврам     | Аврамович      | 1908           |
| Александренко | Костянтин | Григорович     | 1922           |
| Бабенко | Антон     | Порфирович     | 1924           |
| Бабенко | Василь    | Михайлович     | 1926           |
| Бабенко | Дмитро    | Васильович     | 1920           |
| Бабенко | Іван      | Іванович       | 1919           |
| Бабенко | Іван      | Павлович       | 1903           |
| Бабенко | Іван      | Сергійович     | 1910           |
| Бабенко | Петро     | Іларіонович    | 1916           |
| Бабенко | Федот     | Тадейович      | 1906           |
| Бабенко | Феофан    | Полікарпович   | 1908           |
| Бабенко | Яків      | Семенович      | 1919           |
| Барбасура | Юхим      | Павлович       | 1913           |
| Барбасура | Сидір     | Гордійович     | 1911           |
| Беженар | Петро     | Дмитрович      | 1924           |
| Бобошко | Федір     | Тадейович      | 1912           |
| Богданенко | Василь    | Кірьяновіч     | 1921           |
| Богданенко | Степан    | Мойсейович     | 1922           |
| Бойченко | Кузьма    | Васильович     | 1923           |
| Бондаренко | Деонис    | Федорович      | 1921           |
| Галба | Ананій    | Кононович      | 1920           |
| Гінчак | Андрій    | Іванович       | 1925           |
| Гінчак | Дмитро    | Архипович      | 1923           |
| Голобородько | Микола    | Макарович      | 1903           |
| Голубенко | Олександр | Кононович      | 1921           |
| Горбаченко | Митрофан  | Васильович     | 1915           |
| Городниченко | Василь    | Самсонович     | 1924           |
| Городниченко | Гаврило   | Григорович     | 1924           |
| Городниченко | Іван      | Іванович       | 1910           |
| Городниченко | Іван      | Севастьянович  | 1925           |
| Городниченко | Ісак      | Сидорович      | 1922           |
| Городниченко | Павло     | Дементійович   | 1923           |
| Городниченко | Петро     | Трохимович     | 1926           |
| Городниченко | Яків      | Іванович       | 1920           |
| Гречкосій | Михайло   | Костянтинович  | 1922           |
| Гречкосій | Феодосій  | Іванович       | 1919           |
| Гречкосій | Феодосій  | Михайлович     | 1920           |
| Гречкосій | Яків      | Якович         | 1925           |
| Гриценко | Кузьма    | Афанасійович   | 1912           |
| Димченко | Олексій   | Петрович       | 1925           |
| Донченко | Карп      | Мойсейович     | 1911           |
| Дрібноход | Оникій    | Володимирович  | 1913           |
| Дрібноход | Афанасій  | Ананійович     | 1910           |
| Дрібноход | Василь    | Кірьяновіч     | 1923           |
| Дрібноход | Василь    | Никифорович    | 1909           |
| Дрібноход | Григорій  | Омелянович     | 1926           |
| Дрібноход | Дмитро    | Архипович      | 1923           |
| Дрібноход | Іван      | Ананійович     | 1912           |
| Дрібноход | Микита    | Євтихійович    | 1920           |
| Дубовой | Григорій  | Іванович       | 1921           |
| Дубський | Сава      | Семенович      | 1924           |
| Заболотній | Архип     | Лукович        | 1919           |
| Заболотній | Іван      | Омелянович     | 1923           |
| Заболотній | Філіп     | Іванович       | 1918           |
| Задорожний | Гаврило   | Артемович      | 1916           |
| Задорожний | Григорій  | Зіновійович    | 1924           |
| Задорожний | Лаврентій | Феодосійович   | 1918           |
| Зайвий | Архип     | Іванович       | 1914           |
| Зайвий | Василь    | Степанович     | 1922           |
| Запорожець | Іван      | Зіновійович    | 1926           |
| Запорожець | Петро     | Савович        | 1915           |
| Захарченко | Дмитро    | Мартинович     | 1903           |
| Захарченко | Михайло   | Кирилович      | 1924           |
| Захарченко | Павло     | Андрійович     | 1923           |
| Зелінський | Данило    | Данилович      | 1921           |
| Зінченко | Євтихій   | Аксентійович   | 1922           |
| Зінченко | Іван      | Григорович     | 1921           |
| Зимовий | Степан    | Феодосійович   | 1909           |
| Іванов | Никифор   | Петрович       | 1901           |
| Ільченко | Василь    | Юхимович       | 1923           |
| Ільченко | Марк      | Лукич          | 1907           |
| Ільченко | Спиридон  | Кузьмич        | 1910           |
| Ільченко | Степан    | Васильович     | 1924           |
| Кас'яненко | Спиридон  | Ананійович     | 1924           |
| Кас'яненко | Степан    | Лук'янович     | 1912           |
| Кас'яненко | Федір     | Кирилович      | 1923           |
| Квітка | Яким      | Семенович      | 1924           |
| Квітка | Іван      | Павлович       | 1925           |
| Кипарис | Дмитро    | Никифорович    | 1920           |
| Клименко | Марк      | Іванович       | 1909           |
| Клименко | Тимофій   | Логіновіч      | 1922           |
| Коваленко | Ананій    | Мефодійович    | 1922           |
| Коваленко | Дмитро    | Йосипович      | 1921           |
| Коваленко | Іван      | Олександрович  | 1924           |
| Коваленко | Іван      | Онисимович     | 1922           |
| Коваленко | Семен     | Ананійович     | 1909           |
| Коваленко | Яків      | Нестерович     | 1918           |
| Коваль | Гргорій   | Ілліч          | 1916           |
| Колісніченко | Афанасій  | Савович        | 1912           |
| Колісніченко | Василь    | Логіновіч      | 1923           |
| Колісніченко | Омелян    | Кононович      | 1908           |
| Колісніченко | Пантелей  | Феодосійович   | 1918           |
| Колісніченко | Феодосій  | Михайлович     | 1920           |
| Комнатний | Афанасій  | Микитович      | 1923           |
| Комнатний | Михайло   | Іванович       | 1910           |
| Корнієнко | Іван      | Йосипович      | 1924           |
| Корнієнко | Йосип     | Петрович       | 1924           |
| Корнієнко | Петро     | Гурійович      | 1924           |
| Куликівський | Василь    | Іванович       | 1922           |
| Куликівський | Іван      | Костянтинович  | 1926           |
| Кутас | Андрій    | Архипович      | 1921           |
| Кутас | Григорій  | Григорович     | 1924           |
| Кутас | Євтихій   | Купріянович    | 1923           |
| Кутас | Іван      | Микитович      | 1925           |
| Кутас | Іларіон   | Кіндратович    | 1909           |
| Кутас | Степан    | Федосійович    | 1906           |
| Кучеренко | Іван      | Миколайович    | 1920           |
| Кучеренко | Сава      | Іванович       | 1902           |
| Кушніренко | Олексій   | Платонович     | 1919           |
| Кушніренко | Іван      | Діонісовіча    | 1924           |
| Кушніренко | Іван      | Іванович       | 1925           |
| Кушніренко | Іван      | Ульянович      | 1909           |
| Кушніренко | Кузьма    | Гнатович       | 1923           |
| Кушніренко | Петро     | Сидорович      | 1924           |
| Левченко | Василь    | Іванович       | 1923           |
| Левченко | Кирило    | Петрович       | 1909           |
| Маленко | Іван      | Савович        | 1912           |
| Маленко | Петро     | Оникійович     | 1921           |
| Маленко | Степан    | Іванович       | 1918           |
| Маленко | Степан    | Михайлович     | 1911           |
| Манжара | Василь    | Петрович       | 1909           |
| Мартиненко | Йосип     | Іванович       | 1921           |
| Мишолов | Андрій    | Кононович      | 1919           |
| Мишолов | Василь    | Климович       | 1919           |
| Мишолов | Григорій  | Оникійович     | 1922           |
| Мишолов | Дмитро    | Оникійович     | 1926           |
| Мишолов | Макар     | Лукич          | 1908           |
| Мишолов | Михайло   | Климович       | 1921           |
| Мишолов | Павло     | Кононович      | 1923           |
| Мишолов | Федір     | Тіфофеевіч     | 1915           |
| Окуненко | Пахом     | Єлисейович     | 1911           |
| Окуненко | Прокопій  | Дмитрович      | 1920           |
| Остапенко | Артем     | Кирилович      | 1926           |
| Остапенко | Гаврило   | Данилович      | 1911           |
| Остапенко | Дмитро    | Юхимович       | 1923           |
| Остапенко | трифал    | Данилович      | 1919           |
| Остапенко | Філіп     | Кирилович      | 1924           |
| Пашковський | Іван      | Сергійович     | 1920           |
| Петренко | Василь    | Данилович      | 1920           |
| Подоленко | Дмитро    | Степанович     | 1909           |
| Подоленко | Максим    | Максимович     | 1919           |
| Радо | Афанасій  | Петрович       | 1921           |
| Руденко | Іван      | Оникійович     | 1925           |
| Резвий | Григорій  | Харитонович    | 1910           |
| Решетник | Василь    | Микитович      | 1925           |
| Решетник | Дмитро    | Іванович       | 1912           |
| Решетник | Дмитро    | Степанович     | 1926           |
| Решетник | Іван      | Деомідовіч     | 1909           |
| Решетник | Іван      | Єпіфанович     | 1917           |
| Решетник | Михайло   | Піменовіч      | 1918           |
| Решетник | Михайло   | Степанович     | 1924           |
| Решетник | Микола    | Микитович      | 1923           |
| Решетник | Сидір     | Піменовіч      | 1907           |
| Решетник | трифал    | Піменовіч      | 1913           |
| Решетник | Феофан    | Васильович     | 1914           |
| Романенко | Семен     | Васильович     | 1918           |
| Руденко | Артем     | Харитонович    | 1914           |
| Руденко | Павло     | Іванович       | 1922           |
| Сарапанюк | Гаврило   | Якович         | 1902           |
| Сарапанюк | Юхим      | Гаврилович     | 1926           |
| Сарапанюк | Іван      | Гаврилович     | 1925           |
| Сарапанюк | Федір     | Васильович     | 1920           |
| Сватаненко | Олександр | Іванович       | 1918           |
| Сватаненко | Іван      | Кирилович      | 1912           |
| Сватаненко | Йосип     | Михайлович     | 1923           |
| Світленко | Григорій  | Іванович       | 1921           |
| Симіненко | Іван      | Макарович      | 1925           |
| Симіненко | Макар     | Євдокимович    | 1907           |
| Слободенюк | Ананій    | Микитович      | 1926           |
| Слободенюк | Оникій    | Деомідовіч     | 1915           |
| Слободенюк | Гаврило   | Васильович     | 1922           |
| Слободенюк | Павло     | Сидорович      | 1926           |
| Слободенюк | Прокопій  | Фомовіч        | 1920           |
| Смирний | Іван      | Семенович      | 1923           |
| Смирний | Михайло   | Трохимович     | 1910           |
| Степаненко | Ананій    | Ананійович     | 1925           |
| Степаненко | Григорій  | Данилович      | 1911           |
| Степаненко | Дміртрій  | Юхимович       | 1923           |
| Степаненко | Онуфрій   | Савович        | 1902           |
| Степаненко | Павло     | Йосипович      | 1924           |
| Степаненко | Петро     | Олексійович    | 1920           |
| Степаненко | Петро     | Ананійович     | 1920           |
| Степаненко | Петро     | Йовович        | 1926           |
| Степаненко | Петро     | Федосійович    | 1924           |
| Степаненко | Сава      | Федосійович    | 1922           |
| Степаненко | Федір     | Маркович       | 1925           |
| Сусаєнко | Архип     | Федотович      | 1910           |
| Ткаченко | Ілля      | Самсонович     | 1918           |
| Трітижний | Іван      | Миколайович    | 1920           |
| Ульченко | Єлисей    | Якович         | 1917           |
| Ульченко | Марк      | Лукович        | 1908           |
| Усатенко | Василь    | Іванович       | 1926           |
| Усатенко | Василь    | Максимович     | 1922           |
| Усатенко | Іван      | Андрійович     | 1915           |
| Фоменко | Василь    | Данилович      | 1901           |
| Хорунжий | Григорій  | Сидорович      | 1920           |
| Хорунжий | Іван      | Федорович      | 1925           |
| Хорунжий | Самсон    | Федорович      | 1923           |
| Царенко | Олексій   | Володимирович  | 1926           |
| Царенко | Аркадій   | Прокопович     | 1920           |
| Царенко | Артем     | Павлович       | 1925           |
| Царенко | Петро     | Степанович     | 1909           |
| Чернявський | Василь    | Георгійович    | 1920           |
| Чернявський | Дмитро    | Кіндратович    | 1924           |
| Чернявський | Іван      | Дмитрович      | 1925           |
| Чернявський | Іван      | Корнійович     | 1922           |
| Чернявський | Ілля      | Сергійович     | 1918           |
| Чернявський | Петро     | Євтихійович    | 1920           |
| Чумак | Василь    | Аверьяновіч    | 1923           |
| Чумак | Петро     | Аверьяновіч    | 1925           |
| Чумаченко | Василь    | Сидорович      | 1921           |
| Чумаченко | Іван      | Іларіонович    | 1923           |
| Чумаченко | Кирило    | Якович         | 1908           |
| Чумаченко | Марк      | Антонович      | 1917           |
| Чумаченко | Свва      | Васильович     | 1903           |
| Чумаченко | Федір     | Іванович       | 1922           |
| Чумаченко | Федір     | Сидорович      | 1922           |
| Шкуропат | Костянтин | Іванович       | 1917           |
| Шкуропат | Пантелей  | Афанасійович   | 1920           |
| Шкуропат | Федір     | Федорович      | 1924           |
| Шкуропат | Філіп     | Варфоломійович | 1923           |
| Якименко | Гаврило   | Омелянович     | 1921           |
| Всього | загинуло  | 223            | чоловіка       |

Голодомор 1946-47 рр. Колективізація. Складні часи переживає Кара-Махмет в 1945-1947 роки. На час звільнення військових у 1945 році виявлено велику кількість хворих армійців на малярію, шигельоз і туберкульоз. Навесні 1945 року, серед населення спалахнула епідемія черевного тифу. Збільшується смертність серед людей. Через злиденне становище, померлих ховають у неглибоких промерзлих ямах, огорнувши лише ганчір'ям. У 1946-1947 рр. Придунав'я зазнає затяжної посухи. Через тривалу відсутність чоловічого населення в час війни, більша частина полів залишалася не засіяною. Сільське господарство села підірвано колективізацією та ліквідацією куркульства. Жителів «добровільним примусом» змушують вступити до колгоспу. Випробуваною на той час в інших регіонах СРСР системою підпорядкування, на території Кара-Махмет починається хлібозаготівля: у жителів села «уповноважені по заготівлям під виглядом червоного фонду зі щупом в одній руці і зобов'язанням в інший» вилучають запаси продовольства, також відбирають і домашню худобу. Однак, внаслідок збоїв у транспортуванні, відібране зерно згнило на території Кілійського порту. Забезпечених і тих, що чинили опір, сім'ями вивозили до Сибіру, їх майно націоналізовувалось. Ті, хто намагався в таких умовах вижити, харчувалися травою, варили чай з неї, пекли коржі з борошна перемеленої серцевини стебел соняшнику, також викопували земляні горішки. Витриваліші міняли в Галичині предмети побуту та одяг на продовольство. Випадків канібальства не було.

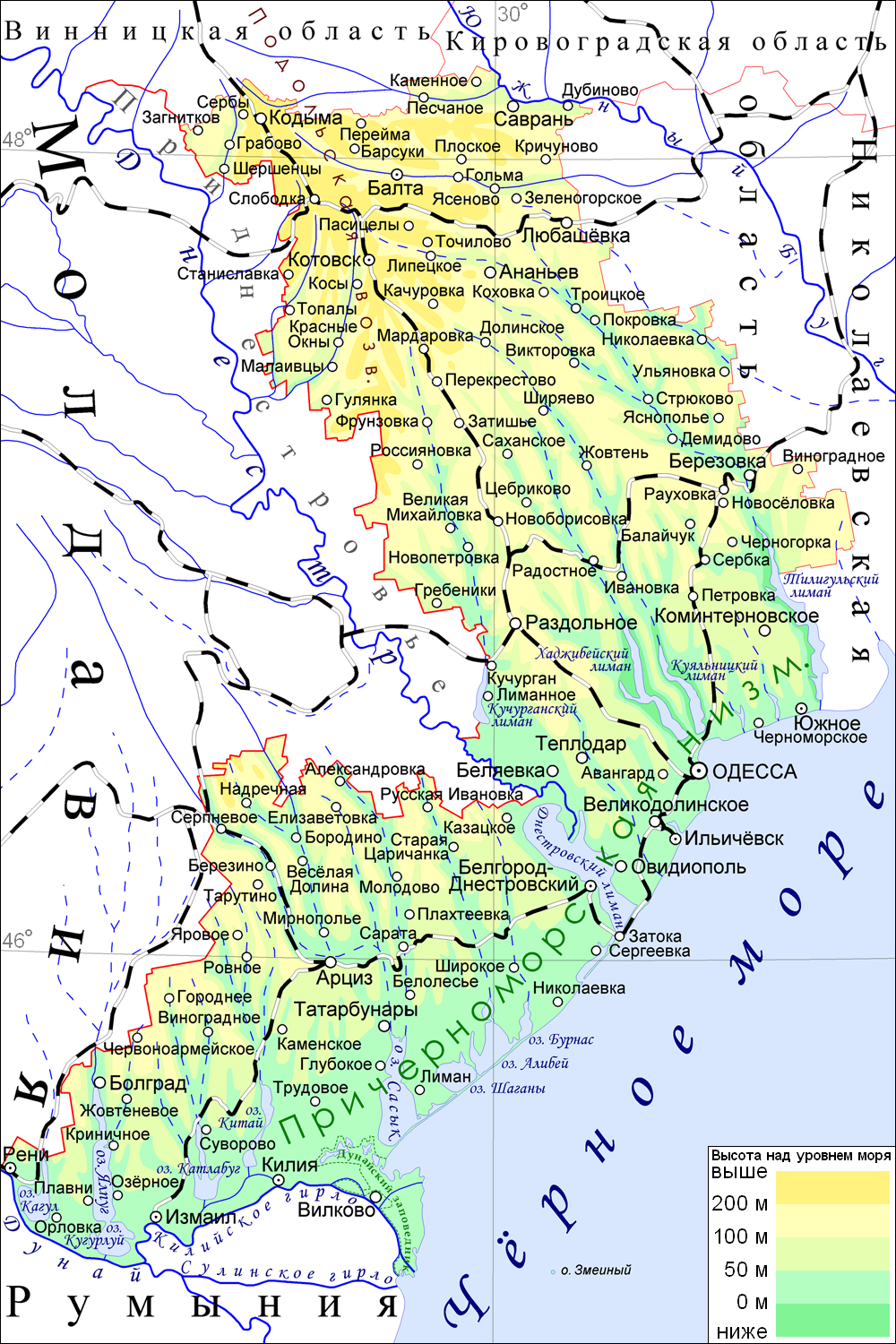
Карта Одеської області в складі СРСР

Повоєнні роки. З метою забезпечення виробничого і технічного обслуговування робіт, на території Південної Бессарабії реалізовувався план створення машинотракторних станцій. У вересні 1944 році організовано Помазанську МТС (першим її директором стає С. Я. Заборовский), також при ній запрацювали перші курси трактористів, де навчалося близько 15 карагметчан. У Парапорах у цей час починає роботу державна компанія «Морфлот», що обробляє землю. Навесні 1945 року Кілійський РК КП України ставить питання про організацію колективних господарств на селі. 20—30 квітня було вирішено провести в сільських радах організаційні збори про прийняття статуту земельних громад. По району затверджено 36 громад, зокрема 6 — у Кара-Махметі (на цей час село налічує 1 262 двори з 2 014 особами працездатного населення). Ініціативними групами організовані колгоспи: імені Кірова (головою обрано З. В. Балтянского), імені Шверника (Г. І. Аністратенко), імені Мікояна (Н. Т. Захарченко), імені Шевченка (А. Е. Шкурина), ім. Жовтневої революції (в селищі Парапори 1947 році, Д. П. Шкурина) та ім. 30-річчя Радянської Армії (П. Л. Мишолов). Колгоспам поставлялася сільгосптехніка, посівний матеріал, худоба, добрива, виділялися кредити й позики. Однак багато з колгоспів були слабкими в організаційному і господарському відношеннях, через що влітку в 1950 році починається їх об'єднання: КГ ім. Кірова з КГ ім. Шевченка об'єднано у КГ ім. Кірова (головою став А. Т. Лисенко), КГ ім. Шверника з КГ 30-річчя РА — КГ ім. Шверника (С. Я. Заборовский), КГ ім. Мікояна з КГ ім. ЖР — у КГ ім. Мікояна (Н. Т. Захарченко). 1955 року відбулося останнє об'єднання трьох колгоспів в єдине господарство «Україна». Головою було обрано С. Я. Заборовского, а з лютого 1957 року — Герой Соціалістичної Праці — Музику Миколу Антоновича, який пропрацював на посаді до 1993 року. За господарством закріплюється 9 868 га землі, зокрема 7 132 га ріллі, 110 га садів, 565 га виноградників. Великої рогатої худоби 3 163 голови, зокрема, корів — 975 гол., свиней — 5 706 гол., овець — 3 675 гол., птахів — 15 898 гол. Господарство виробляє 6 900 тонн зерна, овочів 362 т, 153 т картоплі, соняшнику 206 т, 1 075 т винограду, 1 326 т молока, удій на корову склав 1 775 кг, виробництво м'яса — 607 т, шерсті — 8,8 т, яєць — 435 тис. штук. 1963 року фонд зарплати в колгоспі склав 334 994 рубля, 1970 — 2 354 484 рубля. До 1980-х років прибуток колгоспу становить 3,5-4 млн рублів, господарство виробляє 21 тис. тонн зерна, налічує понад 20 тис. свиней, близько 7 тис. великої рогатої худоби, 10 тис. га землі, в землеробстві була впроваджена нова технологія — чекова. Господарська система замкнута. Господарство виробляло в державний фонд понад 2 тис. тонн м'яса, 5 700 тонн ВРХ, птиці до 400 тонн, свиней до 25 000 тонн. Мало більш 500 га виноградників, збирало близько 4 500 тонн винограду. Вартість основних засобів дорівнювала 1 млн 323 тисячам рублів. Зайнятість — 1 789 чоловік працездатного населення Шевченкове. Господарство є постійним учасником ВДНГ СРСР, у 1973 році нагороджено Червоним прапором Міністерства сільського господарства СРСР, ЦК профспілки робітників і службовців сільського господарства та заготовок.

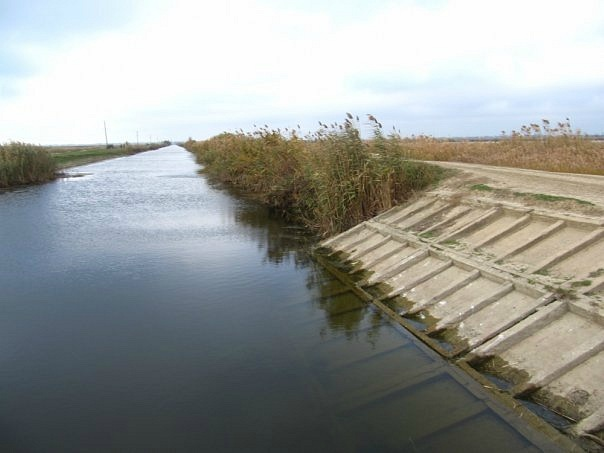
Водоканал Лаптиш

У травні 1946 року відбулося документальне перейменування села на честь поета-кобзаря Тараса Григоровича Шевченка. Змінюється і устрій. Головою сільради знову обрано Я. Т. Лисенка. У грудні створено партійну організацію при сільській раді, секретарем обрано С. А. Морозова. 1942 року[джерело?] з'являються комсомольська і профспілкова організації, що складаються з 408 членів ВЛКСМ. З 1946 року створюються три територіальні партійні організації, що об'єднують 101 комуніста і вирішують організаційно-партійні питання села. Першим секретарем парторганізації колгоспу Кілійської РК КП України став В. Г. Альтов.
У 1944 році житловий будинок, на розі вулиць Леніна і Чернишевського, пристосований і обладнаний під амбулаторію. Наступного року відкрито інфекційне відділення, розраховане на 10 ліжок. З часом працюють терапевтичне відділення і родовий будинок. 1945 року до село надіслано лікарів Е. І. Андрощук, Е. К. Замкович, Е. М. Поповская, Є. Т. Скляренко. 1955 року з Болгарії прибуває сім'я лікарів Шустових — Володимир Дмитрович і його син Борис. 1959 — лікарі І. М. Хаценко, Е. Н. Ніколаєва, Е. П. Зіміна. 1960 — зубний лікар К. П. Калмиков. У 1960 році в лікарні був рентгенкабінет, зубний кабінет, пральня, кухня. В цей період на кожній фермі встановлюється профілакторій. 1981 року здано в експлуатацію будівлю поліклініки зі стаціонарним відділенням на 70-75 ліжок.
З вересня 1946 року школа стає семирічною, а навчання ведеться українською мовою. Очолює школу Г. І. Курц, вчителями були Л. Р. Блажко, М. О. Чернявськая, Л. І. Усатенко, Г. Сліпко, А. Г. Давиденко. 1954 року відкрито першу Шевченківську середню школу, чому багато посприяв її директор О. Я. Кореновский. 1959 року при ній почала працювати вечірня середня школа, а також організована учнівська виробнича бригада, що складалася з учнів 10-11 класів, яким було виділено 105 га землі і трактор із зобов'язанням виростити 35 ц/га кукурудзи. З 1966 року в школі діє клуб інтернаціональної дружби імені Е. Тельмана. Також при школі організовано консультаційний пункт районної заочної школи і регулярно випускався «Комсомольський прожектор».
У 1945—1946 роках на базі Пугачовського цегельного заводу після капітальної реконструкції організовано Шевченківський завод з регулярним випуском цегли, першим директором його став Дмітришин. У 1960—1970-х роках випуск цегли напівсухого пресування з жовтої глини (на той час в УРСР було 3 таких заводи) досягає 11-14 млн штук на рік, в цей час заводом тривалий час керує А. А. Колпак. Для робітників заводу (близько 100 чоловік), побудовані два двоповерхових будинки, а також будинок відпочинку на березі Чорного моря.

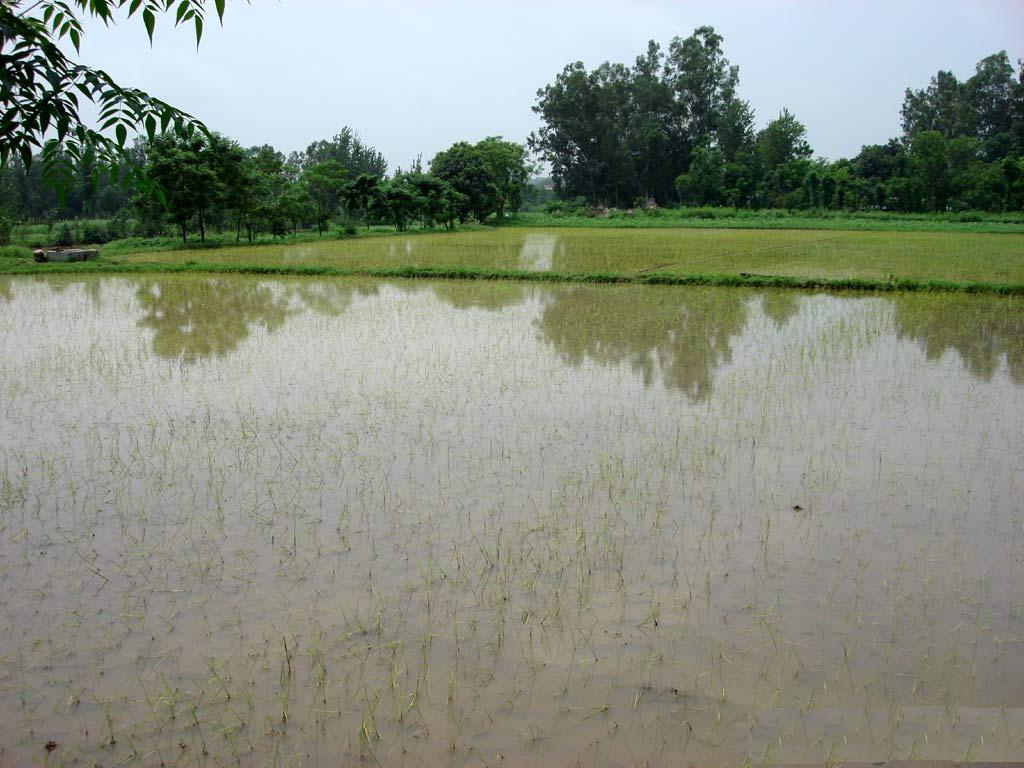
Чекове вирощення рису поблизу села

1949 року на базі 9 господарств пайовиків утворена міжгосподарську інкубаторну птахівну станцію продуктивністю понад 50 млн яєць на рік, де спочатку завідувачем був Г. І. Палюга. 1959 року ІПС переобладнано на 42 тис. яйцемісць і створений сектор охолодження качиного яйця, що дозволило збільшити відсоток виходу молодняка до 84 одиниць.
1957 року споруджено пам'ятник Тарасу Григоровичу Шевченку (скульптор Недопака) і побудована будівля Клубу № 6 із залом для глядачів на 600 місць. Того ж року партійна організація і правління колгоспу «Україна» організували випуск газети «Колхозная жизнь» висвітлюючи життя трудівників; у квітні розпочато будівництво Шевченківського парку. 1955 року створено міжколгоспну дизельну електростанцію на 560 КВт., що вперше електрифікувало село. 1956 року побудовано першу чергу каналу «Міжколгоспний». 3 вересня 1958 внаслідок сухого клімату в регіоні відкрито головний шлюз водоканалу Лаптиш. Однак крім позитивних наслідків зрошувальна система сприяла підняттю підземних вод, у селі виникає солонець, тому на початку 1980-х років споруджено канал для відведення ґрунтових вод. 1958 року складено план перебудови Шевченкового, що був затверджений Радою Міністрів України. Відповідно до генплану вирівнювалися вулиці, почалося планове будівництво приватних і суспільних будівель, контроль покладено на сільську раду.
У 1960-х роках в господарстві значно розширюється будівництво ферм, адміністративних будівель, водопроводу, насосних станцій, дитячих садків спочатку № 1 (1962 року), потім № 2, розпочато будівництво зрошувальних систем, завершується електрифікація господарства. У 1960 році організовано насіневі господарства, що забезпечували район різними сортами культур, а також прищеплювальна майстерня з вирощування виноградних саджанців продуктивністю 1 млн саджанців на рік. 1961 року завершився перший етап будівництва водопроводу, для подачі в село прісної води з Лаптиша. 1969 року почалося будівництво Шевченківського міжгосподарського комбікормового заводу потужністю 50 тонн продукції за зміну. 1974 року завод запрацював на повну потужність, виробляючи до 200 тон за добу у 2 зміни.
| За успіхи в сільськогосподарському виробництві мешканці села відзначені 992 нагородами, зокрема: |
| --- |
| Орденом Леніна — 4 особи Орденом Жовтневої Революції — 7 осіб Орденом Трудового Червоного Прапора — 15 осіб Орденом Дружби народів — 2 особи Орденом Слави II ступеня — 3 особи Орденом Слави III ступеня — 13 осіб Орденом «Знак Пошани» — 22 особи Медаллю «За трудову доблесть» — 218 осіб. Медаллю «За трудову відзнаку» — 16 осіб Медаллю «Ветеран праці» — 692 осіб. |

У 1970-х роках будуються дитячі садки № 3,4, універсам, баня, стадіон, дороги, освітлення, телерадіомайстерня, автостанція, АТС, музична школа, спортивна школа, пекарня, кінотеатр «Колос». Колгосп володіє будинком відпочинку на 70 місць на березі Чорного моря, де щорічно оздоровлюються 180 колгоспників. Побудовано зернові токи № 1,2,3 і будівля тракторних бригад з підсобними приміщеннями № 1, 2, 3, 4, свиновідгодівельний і репродуктивний комплекси. У 1975 році господарством «Україна» придбане рибне господарство «Прогрес» села Червоний Яр, погасивши його борги. У 1975 році запрацював дитячий садок № 3 на 140 місць. У 1976 році побудована механічна майстерня. У 1977 — свиновідгодівельний і репродуктивний комплекси для вирощування 25 тис. свинопоголів'я, племінна свиноферма, ферми для ВРХ № 1, 2, 3, мінімолокозавод, млин. У садових та виноградних бригадах побудовані будівлі з підсобними приміщеннями, чотири гаража, по два на вантажний і легковий транспорт, два тепличних господарства для вирощування ранніх овочів, 4 адмінбудинки відділень, машинний двір, три склади, молочний блок, цех соєвого молока, агрохімлабораторія. У 1979 році — споруджено будинок Палацу культури з адміністративним управлінням, на 650 місць (автори мозаїк Р. С. Кириченко та Н. Г. Клейн). За 1966—1976 роках споруджено 190 житлових будинків.
1972 року для переробки овочів і фруктів було створено консервний завод колгоспу «Україна», де працювало близько 150 осіб. Завод мав макаронний та виноробний (виготовляв виноматеріал) цехи, холодильну камеру на 600 тонн. Продуктивність заводу була до 3 млн умовних банок консервної продукції, випускав 26 видів продукції, що відправляли в 40 міст СРСР.
У 1960—1970-х роках розквітає спортивне життя: секції класичної боротьби, важка атлетика, ручного м'яча, баскетболу, дзюдо, шахів, легкої атлетики. Багато сприяв розвитку вільної та класичної боротьби Чуйко А. А. Виникає стрілецькій вид спорту, що проходить на базі шкільного тиру під керівництвом Булата С. В. і Чернова С. А. Розвивається міні-футбол, команда якого в 1996 році стала чемпіоном області.
У 1980-х роках в селі щорічно будуються 20-30 будинків. Протягом 1960—1985 років у Шевченковому споруджені 12 будинків для спеціалістів колгоспу. З 1984 по 1989 роки інтенсивно забудовується приватними будинками вулиця Консервна. У 1983 році село займає третє місце з області за добробутом. 1984 року споруджено будівлю готелю і кафе на 52 місця, а в 1988 — будівля універмагу. У січні 1990 року завершено будівництво школи № 2 на 624 учнів, першим директором якої стала І. Б. Шустова.
216 осіб були учасниками Афганської війни (1979—1989), всі повернулися живими. Також 12 чоловік є учасниками ліквідації наслідків катастрофи на Чорнобильській АЕС (1986), 6 з них стали інвалідами 2-ї групи та 1 — інвалідом 1 групи. За час після аварії помер 1 учасник ліквідації наслідків аварії.

### У незалежній Україні (1991— наш час)
Після проголошення 24 серпня 1991 року Верховною Радою УРСР Акту про незалежність Україна та проведення всенародного референдуму 1 грудня 1991 року і обрання Президентом України Леоніда Кравчука почався новий етап в історії країни.
У 1991 році відбулися перші всенародні вибори голови села, на яких переконливу перемогу здобув Заступайло Анатолій Андрійович, який пропрацював на посаді голови сільської ради два терміни поспіль. У 1999 та 2003 роках на чергових виборах голови села на цю посаду було обрано Резвого Василя Олексійовича. А 4 листопада 2010 року в Шевченковому відбулися чергові вибори голови сільської ради, на яких перемогу здобула Рябцева Галина Аксентіївна.
У зв'язку зі зміною політико-економічної ситуації в країні село відчуває серйозні труднощі в економічному і соціальному житті: скорочуються обсяги промислового виробництва і відбуваються затримки з виплатою зарплат. Промислові підприємства і колгосп села опинилися на межі банкрутства.
Важливою ланкою перебудови виробничих відносин в аграрній сфері України в 1990-х роках була земельна реформа. З 1993 року в Шевченковому зі спеціального земельного фонду земель колгоспу «Україна» громадянам села, які мають бажання організовувати фермерське господарство, надаються земельні ділянки. Колективне господарство «Україна» реформується в Колективне сільськогосподарське підприємство «Україна». У 2003 році КСП «Україна» припиняє свою діяльність, що стимулює процес виділення власницьких паїв.
Через зниження рівня життя населення на початку 1990-х років демографічна ситуація у Шевченковому змінюється: працівники, які були зайняті на промислових підприємствам села та у сільському господарстві, перекваліфіковуються в інші сфери економіки. Значна частина людей виїжджає на заробітки у великі міста. Торгівля стала новим джерелом доходів для жителів. З 1995 року у селі відкриваються об'єкти торговельної інфраструктури, а станом на 2010 рік тут нараховується близько 40 об'єктів роздрібної торгівлі та побутового обслуговування, також понад 10 підприємств барно-ресторанного господарства.
Перше десятиліття XXI століття характеризується зростанням соціально-економічного добробуту Шевченкове. Зараз на території Шевченкове ведуться роботи з відновлення та реконструкції дорожньої мережі, а також будуються перша і друга черги нових головних водопровідних споруд.
Активізується й культурна діяльність. 10 жовтня 2006 року у Шевченковому відбулося свято з нагоди 216-ї річниці з дня утворення села. З того часу щорічне святкування «Дня села» у Шевченковому стало традицією.

### У роки російсько-української війни (з 2014)
Внаслідок російської збройної агресії проти України, в рамках політики безпеки, яка проводилася державою з метою недопущення реставрації тоталітаризму, у 2015 році Шевченкове було очищено від радянської символіки та топоніміки. 25 лютого 2015 року в селі було повалено пам'ятник Леніну[джерело?]. 22 грудня 2015 та 21 січня 2016 перейменовано 8 назв вулиць, пов’язаних із комуністичним режимом (Жовтнева, Карла Маркса, Кірова, Комсомольська, Котовського, Леніна, Рози Люксембург та Червоноармійська).
Радянську вулицю за ініціативою жителів перейменували на честь Олександра Дубового. Таке рішення прийняли депутати Шевченківської сільської ради 31 березня 2015, задовольнивши звернення жителів села. Таким чином жителі вирішили подякувати своєму земляку Олександру Дубовому, депутату Верховної Ради України VI—VII скликань, за його багаторічну підтримку Шевченкового.
Після початку широкомасштабного російського вторгнення в Україну в 2022 році село також позбулося від наслідків колоніального минулого. 25 листопада 2022 року рішенням Кілійської міської ради перейменовано 8 назв вулиць, пов'язані з Росією та її діячами (Бєлінського, Колгоспна, Кошового Олега, Кутузова, Матросова Олександра, Пушкіна, Суворова та Чернишевського).
19 жовтня 2022 року в Іоано-Богословському храмі УПЦ відспівали загиблого місцевого мешканця Руслана Ніколенко, воїна України, який героїчно загинув на полі бою 1 жовтня неподалік села Давидів Брід на Херсонщині від наслідків російського артилерійського обстрілу. 15 червня 2023 року мешканці Шевченкове віддати шану земляку, визволителю України, командиру зенітного артилерійського взводу, старшому лейтенанту Олегу Бондаренку, який намагався протидіяти корупції в українській армії, але був вбитий товаришем по службі неподалік військової частини, де проходив службу.

## Органи влади
Управління селом здійснюється Шевченківською сільською радою на чолі з Шевченківським сільським головою. У підпорядкуванні Шевченківської сільської ради знаходяться села Шевченкове і Помазани. Виконавчий орган — Виконавчий комітет (Виконком) сільської ради.
Голови сільської ради:
| - Бабенко Веремій Полікарпович (1944 — 1945) - Заборовський Сергій Якович (1945 — 1950) - Лисенко Яків Трифонович (1950 — 1965) - Маленко Іван Іванович - Захарченко Іван Васильович | - Родіонов Валерій Іванович - Заступайло Анатолій Андрійович (1974 — 1999) - Резвий Василь Олексійович (1999 — 2010) - Рябцева Галина Аксентіївна (2010 — 2018) - Остапенко Олександр Михайлович (2018 — дотепер) |

| Суб'єкт місцевого самоврядування | Суб'єкт місцевого самоврядування | Суб'єкт місцевого самоврядування | Суб'єкт місцевого самоврядування | Суб'єкт місцевого самоврядування | Суб'єкт місцевого самоврядування |  |  |                                   |                                   | Територіальна громада             | Територіальна громада             | Територіальна громада             | Територіальна громада             | Територіальна громада    | Територіальна громада    |                          |                          |  |  |  |  |  |  |  |  |  |  |  |  |
| Суб'єкт місцевого самоврядування | Суб'єкт місцевого самоврядування | Суб'єкт місцевого самоврядування | Суб'єкт місцевого самоврядування | Суб'єкт місцевого самоврядування | Суб'єкт місцевого самоврядування |  |  |                                   |                                   | Територіальна громада             | Територіальна громада             | Територіальна громада             | Територіальна громада             | Територіальна громада    | Територіальна громада    |                          |                          |  |  |  |  |  |  |  |  |  |  |  |  |
|                                  |                                  |                                  |                                  |                                  |                                  |  |  |                                   |                                   |                                   |                                   |                                   |                                   |                          |                          |                          |                          |  |  |  |  |  |  |  |  |  |  |  |  |
|                                  |                                  |                                  |                                  |                                  |                                  |  |  | Сільський голова                  |                                   |                                   |                                   |                                   |                                   |                          |                          |                          |                          |  |  |  |  |  |  |  |  |  |  |  |  |
|                                  |                                  |                                  |                                  |                                  |                                  |  |  |                                   |                                   |                                   |                                   |                                   |                                   |                          |                          |                          |                          |  |  |  |  |  |  |  |  |  |  |  |  |
| Представницький орган            | Представницький орган            | Представницький орган            | Представницький орган            | Представницький орган            | Представницький орган            |  |  |                                   |                                   |                                   |                                   | Рада сільських депутатів          | Рада сільських депутатів          | Рада сільських депутатів | Рада сільських депутатів | Рада сільських депутатів | Рада сільських депутатів |  |  |  |  |  |  |  |  |  |  |  |  |
| Представницький орган            | Представницький орган            | Представницький орган            | Представницький орган            | Представницький орган            | Представницький орган            |  |  |                                   |                                   |                                   |                                   | Рада сільських депутатів          | Рада сільських депутатів          | Рада сільських депутатів | Рада сільських депутатів | Рада сільських депутатів | Рада сільських депутатів |  |  |  |  |  |  |  |  |  |  |  |  |
|                                  |                                  |                                  |                                  |                                  |                                  |  |  |                                   |                                   |                                   |                                   | Постійні (тимчасові) комісії      |                                   |                          |                          |                          |                          |  |  |  |  |  |  |  |  |  |  |  |  |
|                                  |                                  |                                  |                                  |                                  |                                  |  |  |                                   |                                   |                                   |                                   |                                   |                                   |                          |                          |                          |                          |  |  |  |  |  |  |  |  |  |  |  |  |
| Виконавчий орган                 | Виконавчий орган                 | Виконавчий орган                 | Виконавчий орган                 | Виконавчий орган                 | Виконавчий орган                 |  |  | Виконавчий комітет сільської ради | Виконавчий комітет сільської ради | Виконавчий комітет сільської ради | Виконавчий комітет сільської ради | Виконавчий комітет сільської ради | Виконавчий комітет сільської ради |                          |                          |                          |                          |  |  |  |  |  |  |  |  |  |  |  |  |

## Населення
Шевченкове є найбільшим селом Кілійського району. Чисельність населення станом на 1 січня 2011 рік склала 5 620 чоловік. Природний приріст — 29 чоловік, міграційний — 13 чоловік.
Згідно з переписом 1989 року населення села становило 5574 особи, з яких 2640 чоловіків та 2934 жінки. За переписом населення 2001 року в селі мешкало 5569 осіб.
Національний склад населення відносно однорідний, з переважаючою більшістю українців — 5 114 осіб (91 % загальної чисельності), 6 % росіян та 3 % молдован, гагауз, циган, представників інших національностей. У розмовній мові переважає суржик, особливістю якого є поєднання української граматики і фонетики із змішаною російсько-українською лексикою.
Чисельність працездатного населення — 2 799 осіб (49,8 % від всього населення), зокрема 1 590 жінок і 1 209 чоловіків. Чисельність безробітних — 948 осіб — 33,9 % працездатного населення. Значна частина економічно активного населення зайнята в сільському господарстві.

### Мова
Розподіл населення за рідною мовою за даними перепису 2001 року:
| Мова       | Відсоток |
| ---------- | -------- |
| українська | 96,85 %  |
| російська  | 1,51 %   |
| румунська  | 0,73 %   |
| болгарська | 0,39 %   |
| циганська  | 0,25 %   |
| білоруська | 0,04 %   |
| гагаузька  | 0,04 %   |
| вірменська | 0,02 %   |

## Економіка

### Сільське господарство
Земельні ресурси. Співвідношення тепла, світла, вологості і якості ґрунтів створюють сприятливі агрокліматичні умови для розвитку сільського господарства. У структурі земельного фонду виділяють: 59,6 % оброблюваних земель (рілля, сади, виноградники); 18,3 % — луги і пасовища; 8,2 % — антропогенні ландшафти і 23,1 % малопродуктивних територій. Сільськогосподарські угіддя займають 113,88 км² (11 388 га), у тому числі 8 639 га орної землі, 89 га виноградників, 28 га садів, а також 129 га сінокоси і пасовища. Внаслідок посушливого клімату 4 391 га оброблюваних земель зрошуються.
Агропромисловий комплекс вельми однобокий і включає лише сільське господарство, яке представлене 35 фермерськими і 1 723 особистими підсобними господарствами.
Рослинництво. У структурі землеробства розвинене вирощування: зернових (пшениця, рис, ячмінь), технічних (соняшник) і овочебаштанних культур (картопля, капуста, помідор, перець, кавун, диня тощо), а також виноградарство. Крім того для внутрішніх потреб села розвивається: садівництво, вирощування грибів та зернобобових і кормових культур.
Тваринництво. Промислове значення мають галузі свинарства, птахівництва, скотарства (молочна та м'ясна середня і велика рогата худоба) та аквакультура. Розвивається бджільництво, кролівництво.

### Промисловість
На час розпаду СРСР на території Шевченкове зберігався великий виробничо-технічний потенціал, але значна частина виробничих потужностей в ході стихійної приватизації 1990-х років перестали працювати.
На сьогодні у селі функціює 156 малих підприємств з чисельністю працівників 1 032 чоловік, 35 фермерських господарств з 67 працюючими, а також 930 індивідуальних підприємців без створення юридичної особи.
У Шевченкове діють дві автозаправні станції, 2000 року відкрито газозаправну станцію. Працює телерадіомайстерня, майстерня з ремонту побутової техніки і взуття, шевський цех, дві пекарні, комунальне господарство обслуговує водогін, деревообробний двір, пункт ветеринарного обслуговування, СТО, цехи з виготовлення соняшника та переробки рису. Для населення району працює інкубаторна станція, виробляючи 300 тис. яєць на рік.

### Торгівля та послуги
Торгівля. На початок 2011 року на території Шевченкове роздрібну торгівлю продовольчими і непродовольчими товарами здійснюють 253 юридичні і фізичні особи. У їх розпорядженні перебуває 36 стаціонарних торговельних магазинів, 5 торговельних павільйонів і кіосків, 7 відділів і лотків усередині стаціонарних магазинів, 2 бази будівельних матеріалів, а також стихійний споживчий ринок змішаного асортименту торговельною площею близько 3 000 м².
Крім того, у селі працює 11 закладів громадського харчування — шкільна їдальня на 36 місць, 3 бари на 76 місць, 4 кафе на 89 місць та закусочна на 26 місць, також діє бенкетна зала попереднього замовлення місткістю 150 осіб. більшість торговельних і барно-ресторанних об'єктів зосереджено в центрі села, уздовж вулиці Музики/Калініна: магазини «Тюльпан», «Тюльпан-2», «Сарепта», «Дубок-2», «Наташа», «Кристал», «Мрія», "Поляна, «Сальвадор», бари «Кармен», «Білий континент», кафе «Зустріч» та ін.
Готельна справа. У селі Шевченкове є двозірковий готель (Cat C) — малобюджетний готель з 15 однотиповими номерами та мінімальним переліком послуг: кімнати мебльовані, щоденне прибирання номерів, є санвузол і холодильник.
Побутові послуги. На території Шевченкове 9 підприємств надають побутові послуги (перукарські послуги, ремонт і технічне обслуговування автотранспортних засобів, пошиття та ремонт швейних виробів, ремонт побутової техніки і предметів домашнього вжитку, а також Інтернет-послуги).
Фінансові послуги. Банківські послуги надає Шевченківські відділення ІмексБанку № 252 та Ощадбанку.

## Транспорт
Автомобільний транспорт. Шевченкове — важливий автотранспортний вузол Ізмаїльського району. Село стоїть на перехресті головних регіональних автомагістралей: Ізмаїл — Вилкове (Захід — Схід) та Т 1630 Кілія — Спаське (Південь — Північ). За 32 кілометри від села проходить транспортний коридор Чорноморського Економічного Співробітництва (Рені — Ізмаїл — Одеса — Миколаїв — Херсон — Мелітополь — Бердянськ — Маріуполь — Новоазовськ).
Зовнішні та внутрішні зв'язки забезпечуються виключно автомобільними шляхами. Автодороги, що пов'язують Шевченкове з найближчими населеними пунктами, мають асфальтове покриття, крім шляху Шевченкове — Василівка, де дорога ґрунтова грейдерована.
Водний та залізничний транспорт. За 15 км від села проходить кордон України з Румунією по Дунаю, однак найближчий митний пропускний пункт розташовано у Рені, за 119 км, а морський торговий порт — Усть-Дунайськ у Вилковому — за 38 км. За 23 км розташована станція Дзинілор Ізмаїльського відділення Одеської залізниці.

## Зв'язок
Загальна кількість абонентів, підключених до фіксованих ліній державного телефонного зв'язку «Укртелеком» налічує 713 одиниць. Для дзвінків використовується чотирьохрівневий (міжнародний рівень, національний, зональний і місцевий) відкритий план нумерації +380 48 43 37 XXX.
Послуги мобільного телефонного зв'язку та Інтернету надають чотири компанії-оператора, які виступають під брендами МТС, Jeans, Ecotel, UMC, SIM-SIM, Life:), Київстар, ACE&BASE і Djuice, охоплюючи близько 97,8 відсотка території.
Послуги доступу до мережі Інтернет надають оператори Укртелеком та Телнет, використовуючи при цьому модем і телефонну мережу загального користування.

## Охорона здоров'я

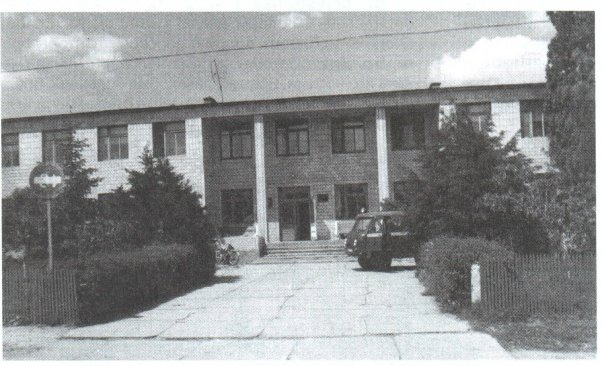
Шевченківська лікарня

На теперішній час у Шевченковому працює лікарняна амбулаторія, є лабораторія, зубний кабінет, процедурний кабінет, фізкабінет, акушерський кабінет і кабінет долікарського контролю, де працюють 7 лікарів, 3 стоматологи, 2 дитячих лікарі, 2 терапевта, 2 лаборанта, фельдшер і 18 фахівців з середньою медичною освітою. У 2005 році було відкрито пункт швидкої медичної допомоги, що цілодобово забезпечує екстрену медичну допомогу у загрозливих для життя станах і захворюваннях. Автомобіль швидкої допомоги обладнаний на базі УАЗ-452, виїзна бригада складається з фельдшера і водія, які забезпечують 4 населених пункти: Шевченкове, Мирне, Помазани і Трудове. Фармацевтичну допомогу надають 3 аптеки.

## Освіта
В Шевченковому діють дві державні загальноосвітні школи I — III ступенів: ЗОШ № 1 та ЗОШ № 2, із кількістю школярів відповідно 454 і 356 учнів та загальною кількістю вчителів — 49 осіб. До комплексу шкіл входять 25 — 30 лекційних приміщень, 2 шкільні бібліотеки, комп'ютерні класи, підключені до мережі Інтернет, зимові спортивні зали, а також літні спортивні майданчики, з наявними футбольними, волейбольними, баскетбольними площадками і легкоатлетичним спорядженням. На базі ЗОШ № 2 функціонує клуб ім. Ернеста Тельмана, заснований ще в 1966 році з ініціативи Кари О. К.
З 2004 року відновлено роботу дошкільного навчального закладу ясла-садок «Топольок». ДНЗ працює в 5 груп, забезпечуючи вихованням, навчанням, доглядом та оздоровленням 103 дітей у віці від двох місяців до семи років.

## Релігія

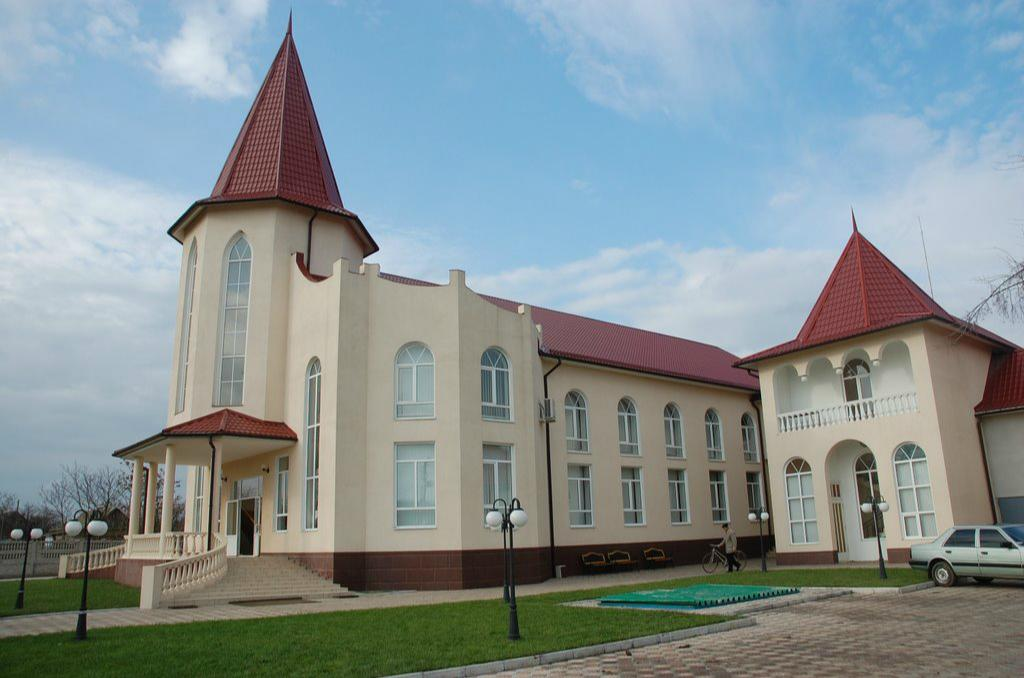
Молитовний Будинок

У Шевченковому діють парафії чотирьох різних конфесій:
- Іоано-Богословський храм Української Православної Церкви, який входить до Центрального благочиння Одеської та Ізмаїльської єпархії. Настоятель Протоієрей Василь. При храмі діє церковна недільна школа.
- Молитовний Будинок християн віри євангельської, послідовників п'ятидесятництва, одного з напрямів протестантизму.
- Молитовний Будинок євангелістів християн-баптистів та церква «Блага вість», що дотримуються баптистського віровчення, одного з напрямів протестантського християнства.

## Культура
У селі діє низка культурних та культурно-освітніх установ:

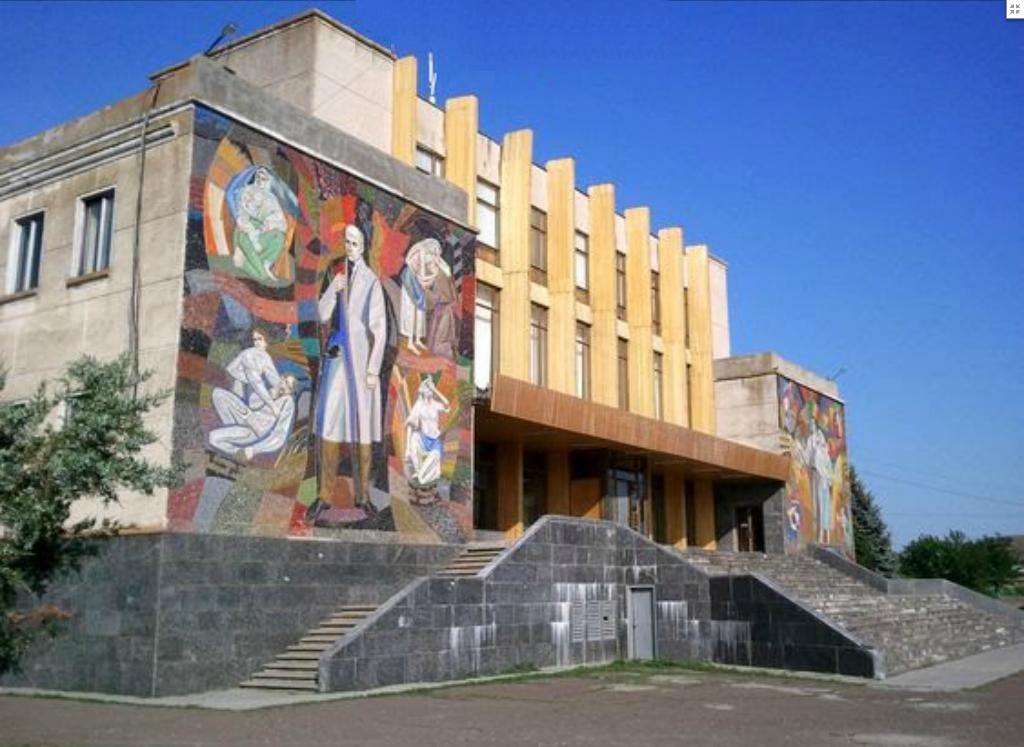
Шевченківський Будинок Культури

- Будинок культури села Шевченкове, де на сьогодні працюють 12 творчих колективів, з них 2 мають звання «народний» та «зразковий»: ансамбль «Сільські Мадонна», молодіжний ансамбль «Гламур», дитячий ансамбль «VIP-GIRLS», вокальні ансамблі «Амазонки», «Талісман» та «Україночка», ансамбль сольної пісні, 3 танцювальних групи, гурток художнього слова, а також вокальний ансамбль «Водограй» на базі загальноосвітньої школи № 2. Всього в галузі художньої самодіяльності беруть участь понад сто учасників. Колективи ведуть активну діяльність, беруть участь у фестивалях і конкурсах, концертують.
- Шевченківська публічна бібліотека. Книжковий фонд становить 35 тис. примірників книг та документів. За кількістю літератури це одне з найбільших книгосховищ Кілійського району. Бібліотека працює в два відділи: дитячий і дорослий абонемент, обслуговуючи 2 200 читачів на рік. На базі бібліотеки відбувається низка заходів: круглі столи, уроки пам'яті, цікаві зустрічі, презентації книг, дні інформації та дні бібліографії.
- Музична школа, філія Кілійської музичної школи, де навчається понад 50 учнів. На базі школи діють класи фортепіано, баяна, скрипки, народних інструментів та вокалу. У 2000 році за сприяння Т. Д. Мишолов було відкрито Художнє відділення Музичної школи. Крім освітньої діяльності, школа бере участь у культурних заходах регіонального, обласного, республіканського та міжнародного (Польща, Японія) рівня, часто посідає призові місця[101].
- Музей Історії села Шевченкове розташований у будівлі Будинку культури. Його експозиція відображає історію регіону з кінця XIII століття дотепер. Також діє Музей імені Тараса Григорович Шевченка в будівлі ЗОШ № 1, заснований Шаргородскою В. А. Колекція музею складається з репродукцій малярських робіт Шевченка, фотографій поета, кількох видань творів й літератури про нього, починаючи з прижиттєвих і закінчуючи сучасними вітчизняними й закордонними виданнями, в яких відображено епоху Шевченка, його життя й діяльність[102].

### Пам'ятки архітектури
На вулицях і площах Шевченкове стоїть ряд пам'ятників, монументів, місць і будов серед яких:

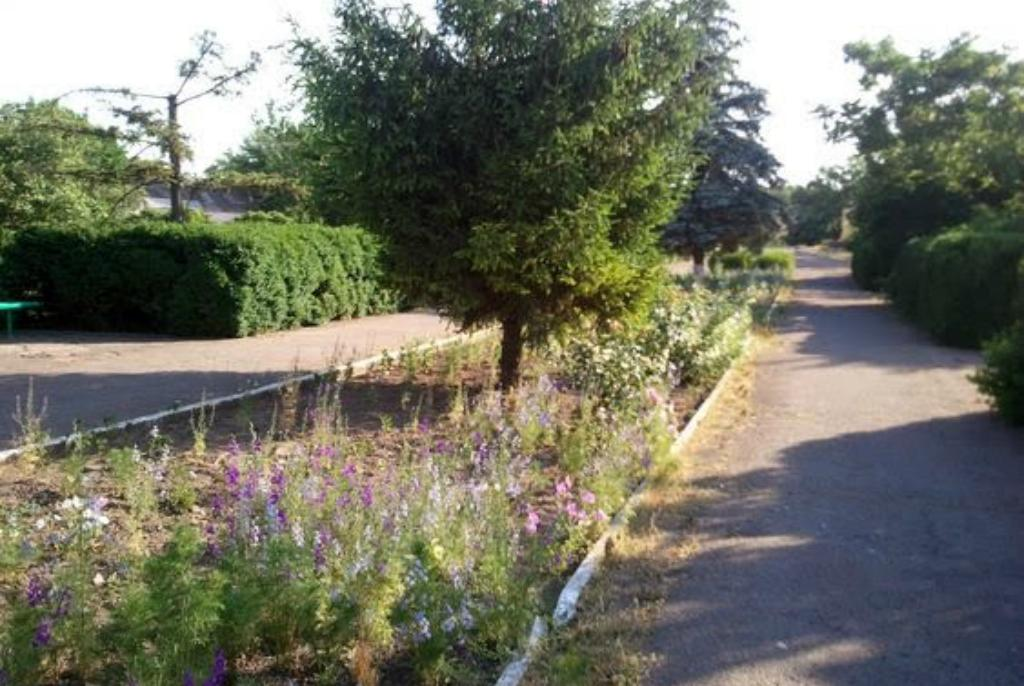
Шевченківський парк
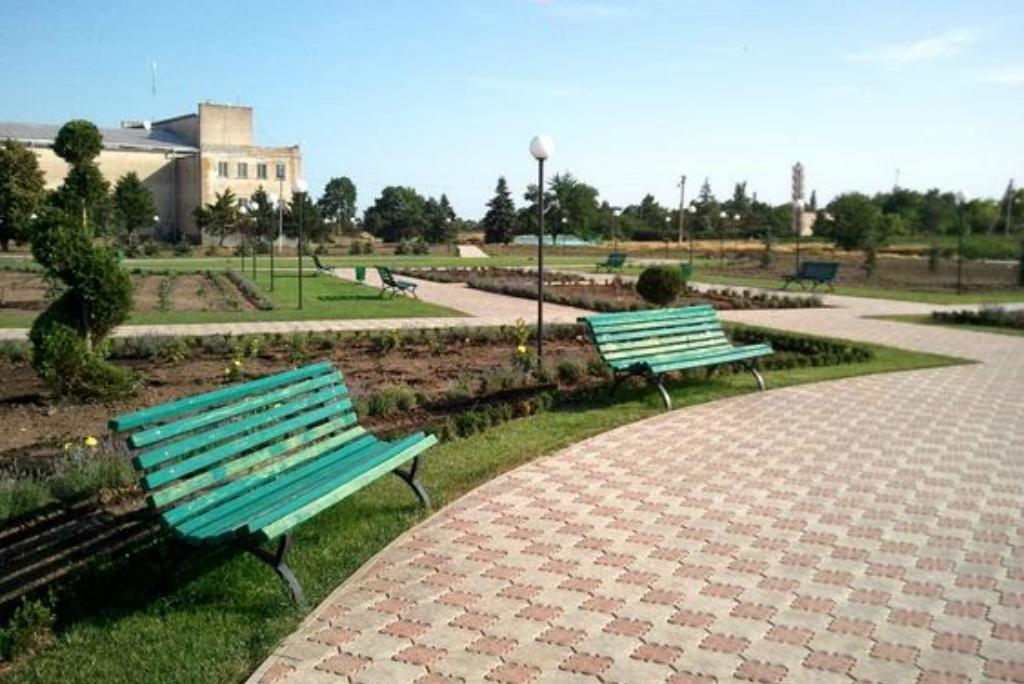
Парк розваг
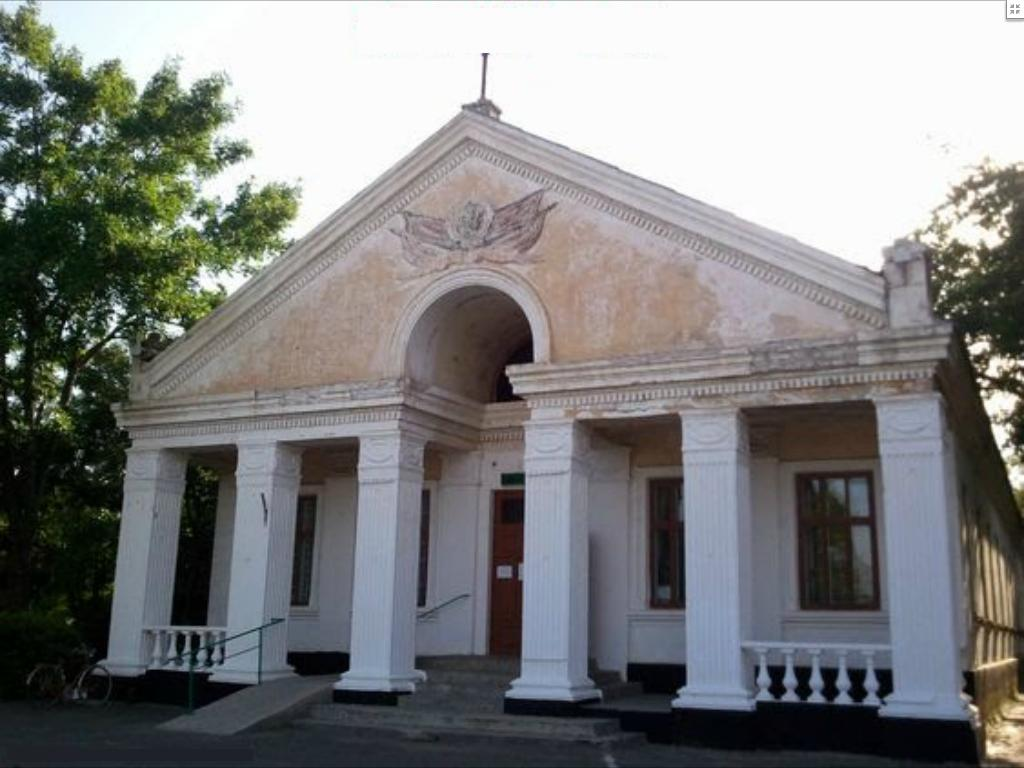
Шевченківська бібліотека
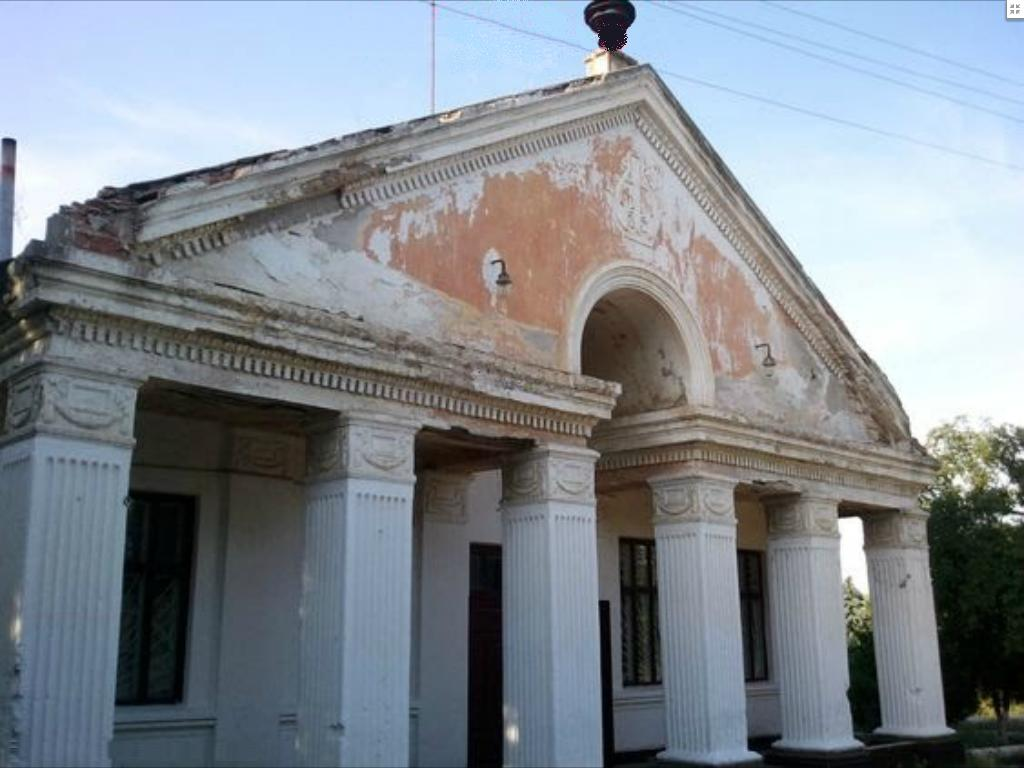
Палац піонерів
Пам'ятник Т. Г. Шевченку
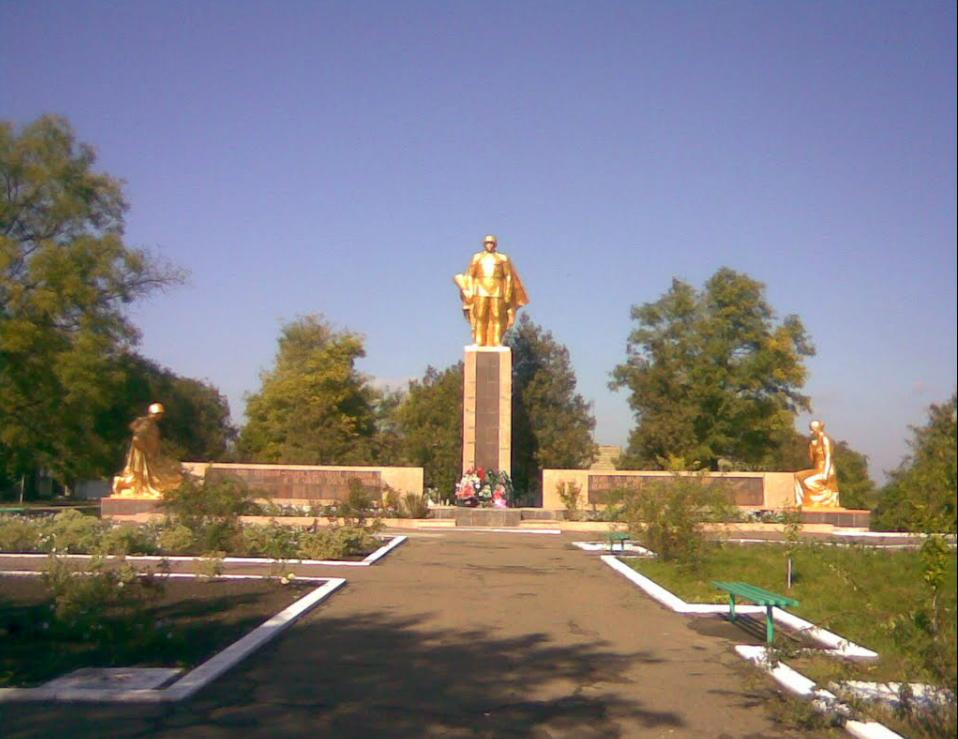
Меморіальний комплекс «Полеглим у Другій Світовій війні» та Вічний вогонь
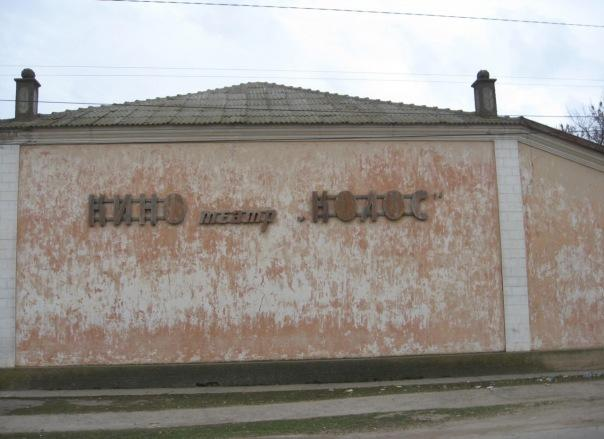
Кінотеатр «Колос»
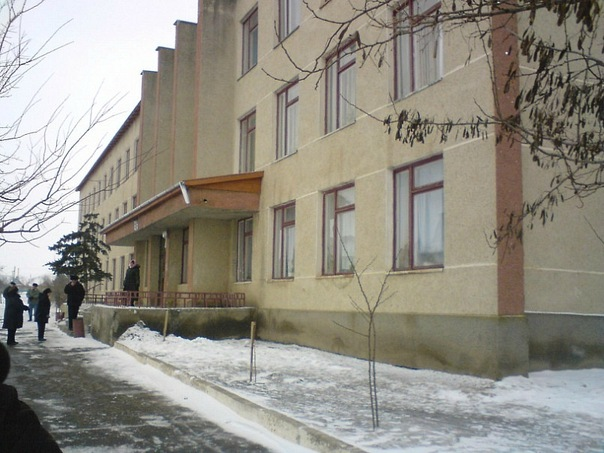
Шевченківська загальноосвітня школа №2
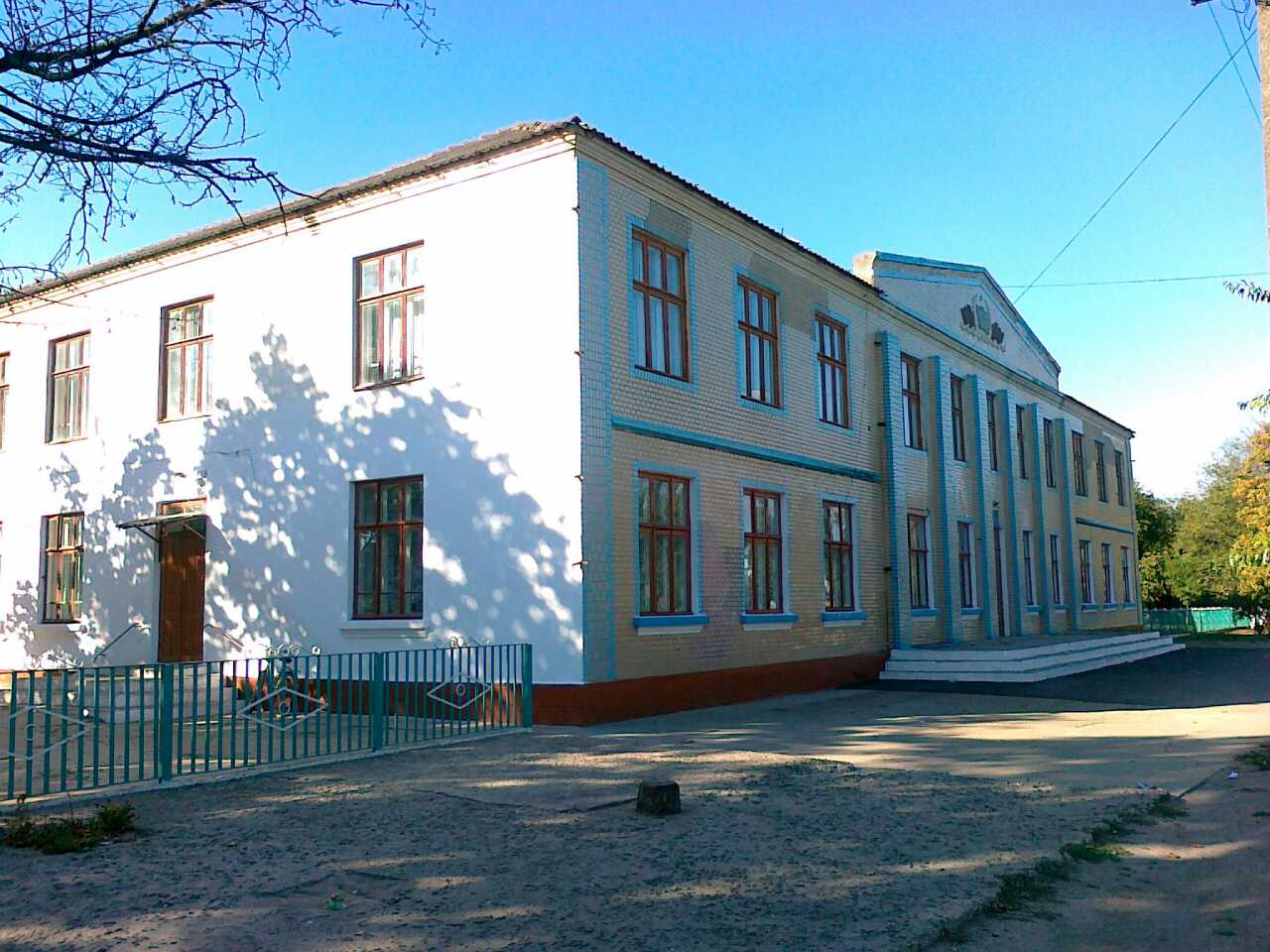
Шевченківська загальноосвітня школа №1
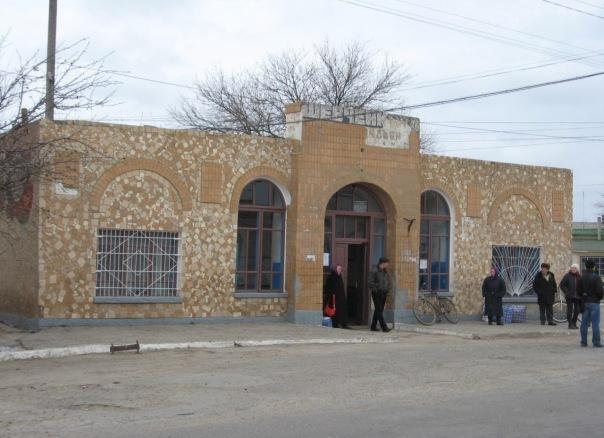
Автостанція «Шевченкове»
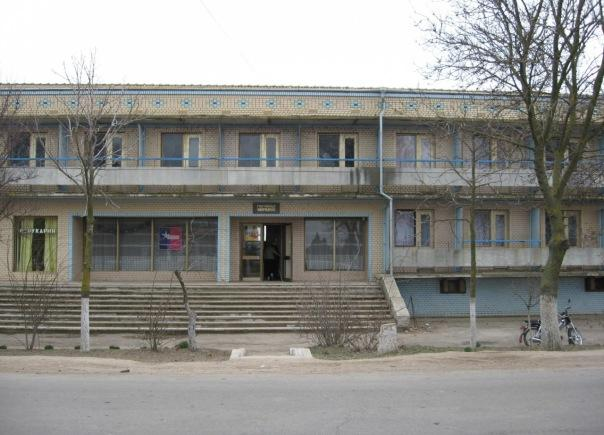
Шевченківський готель
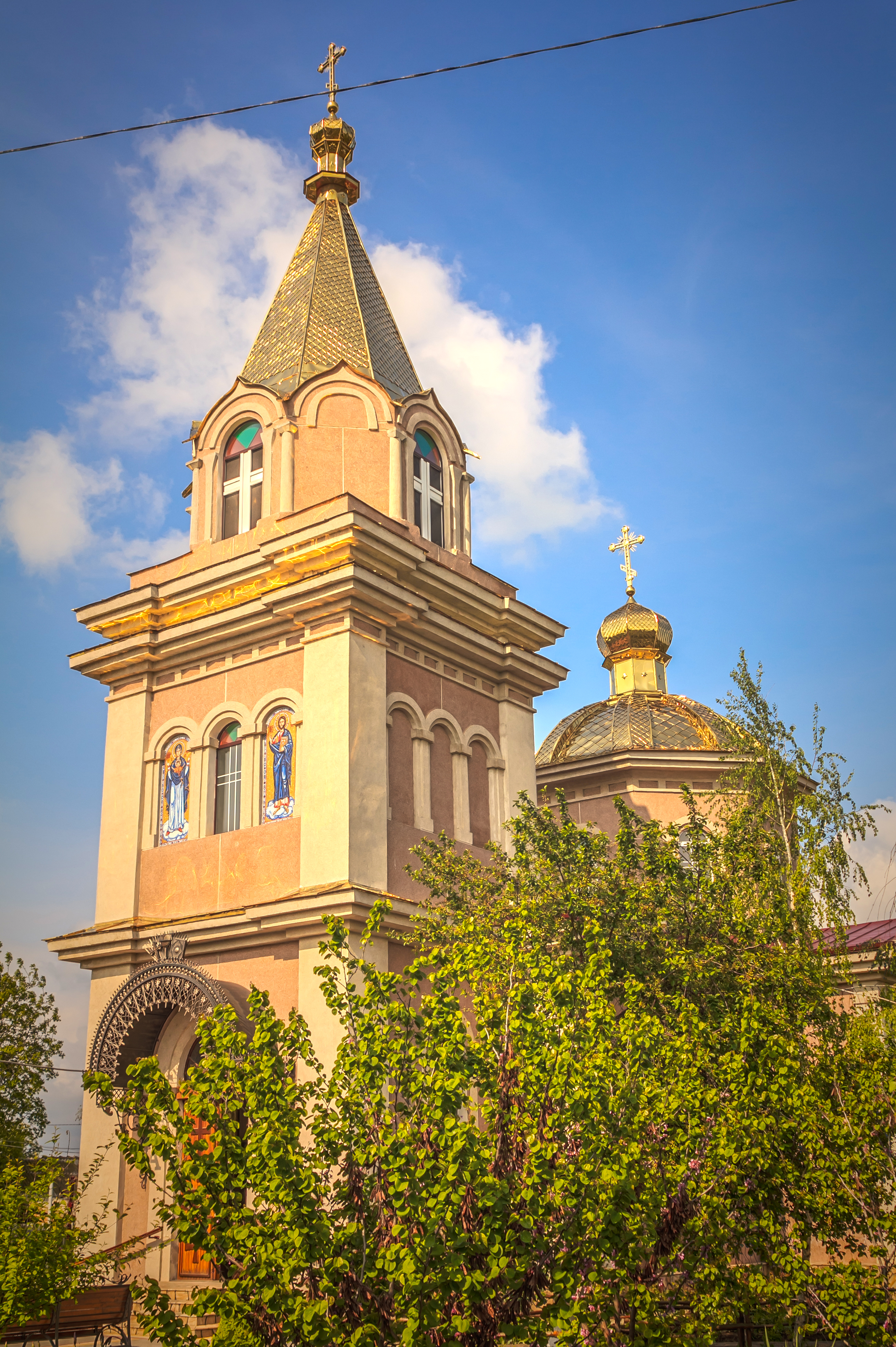
Храм Іоана Богослова
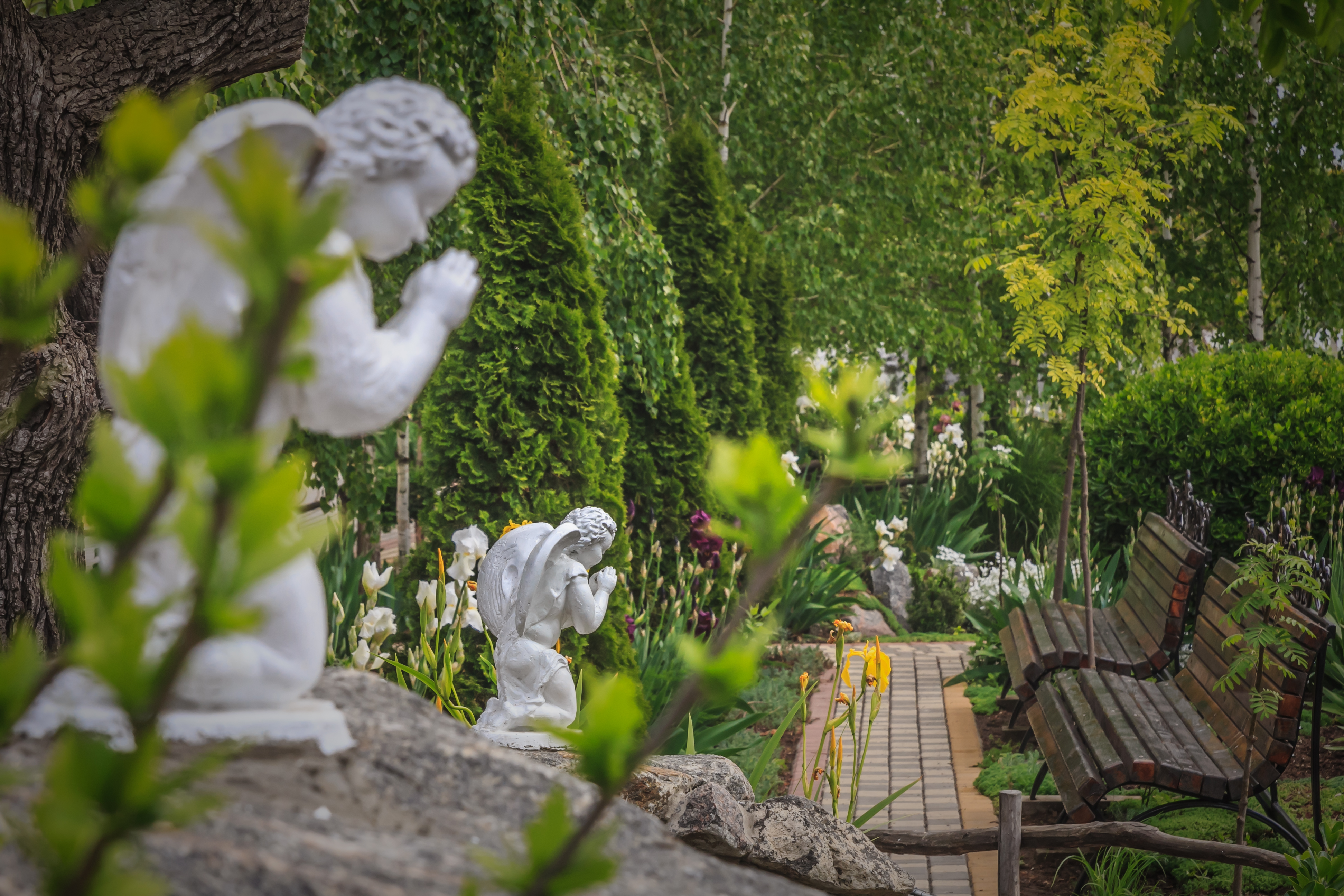
Храм Іоана Богослова
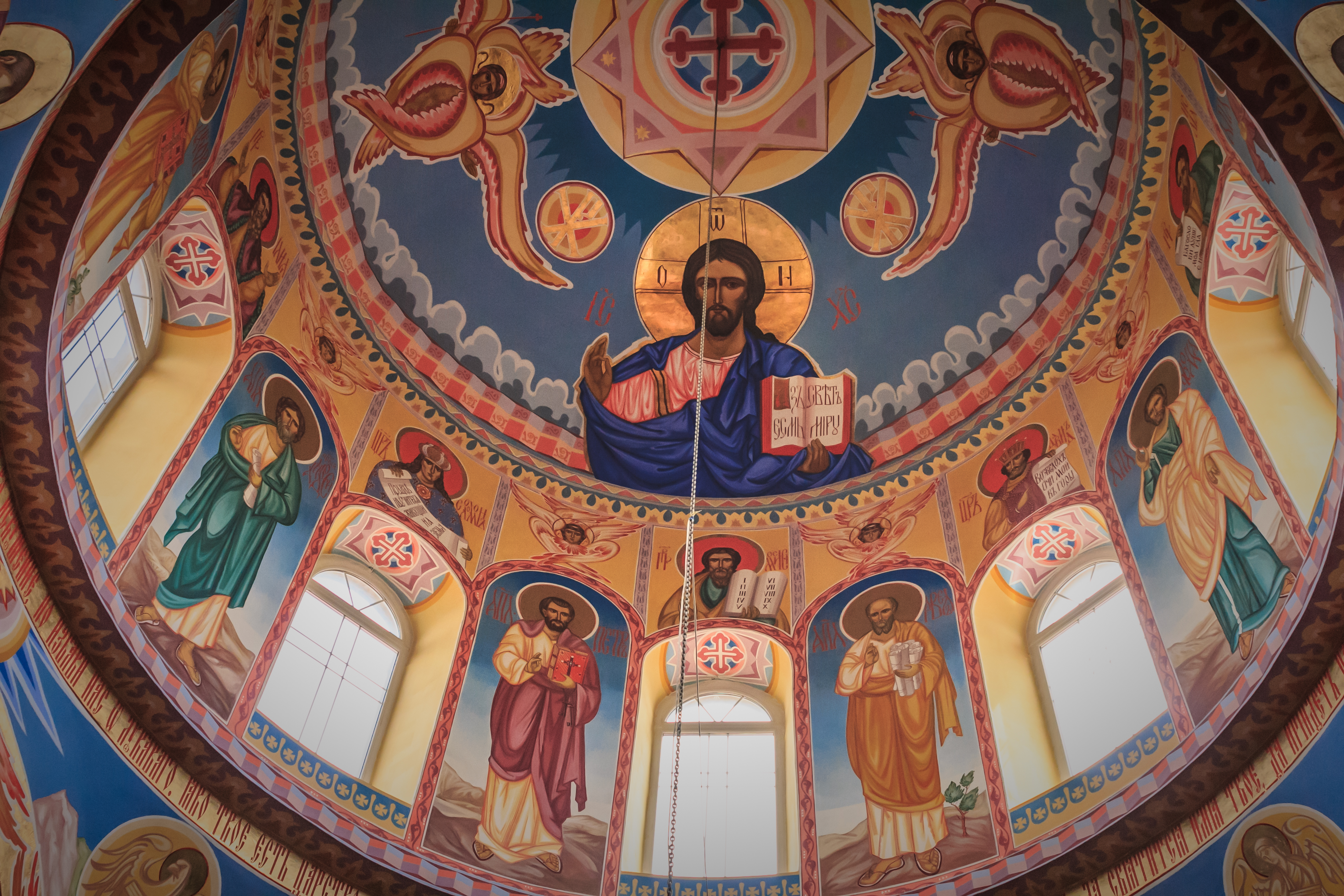
Храм Іоана Богослова
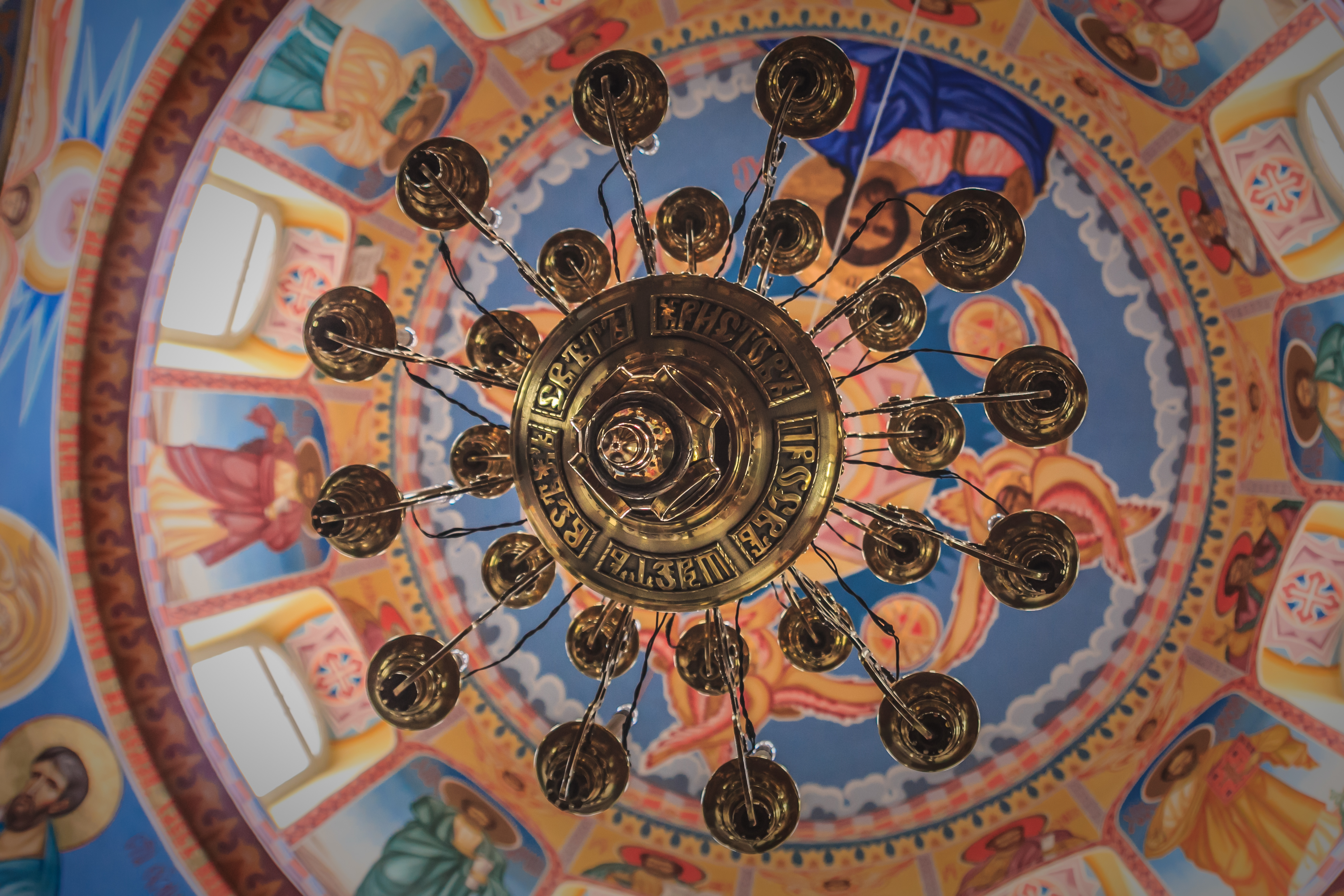
Храм Іоана Богослова
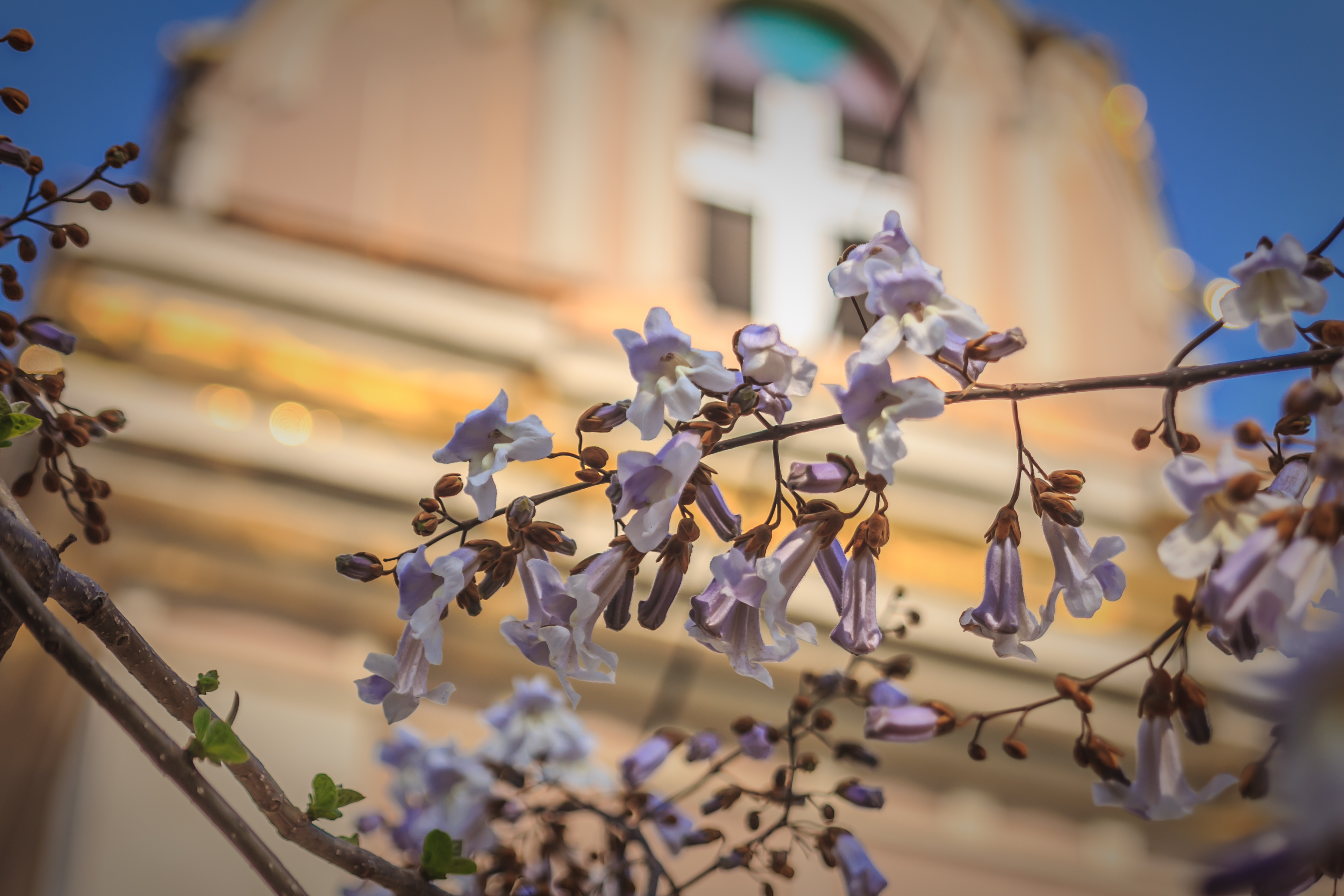
Храм Іоана Богослова
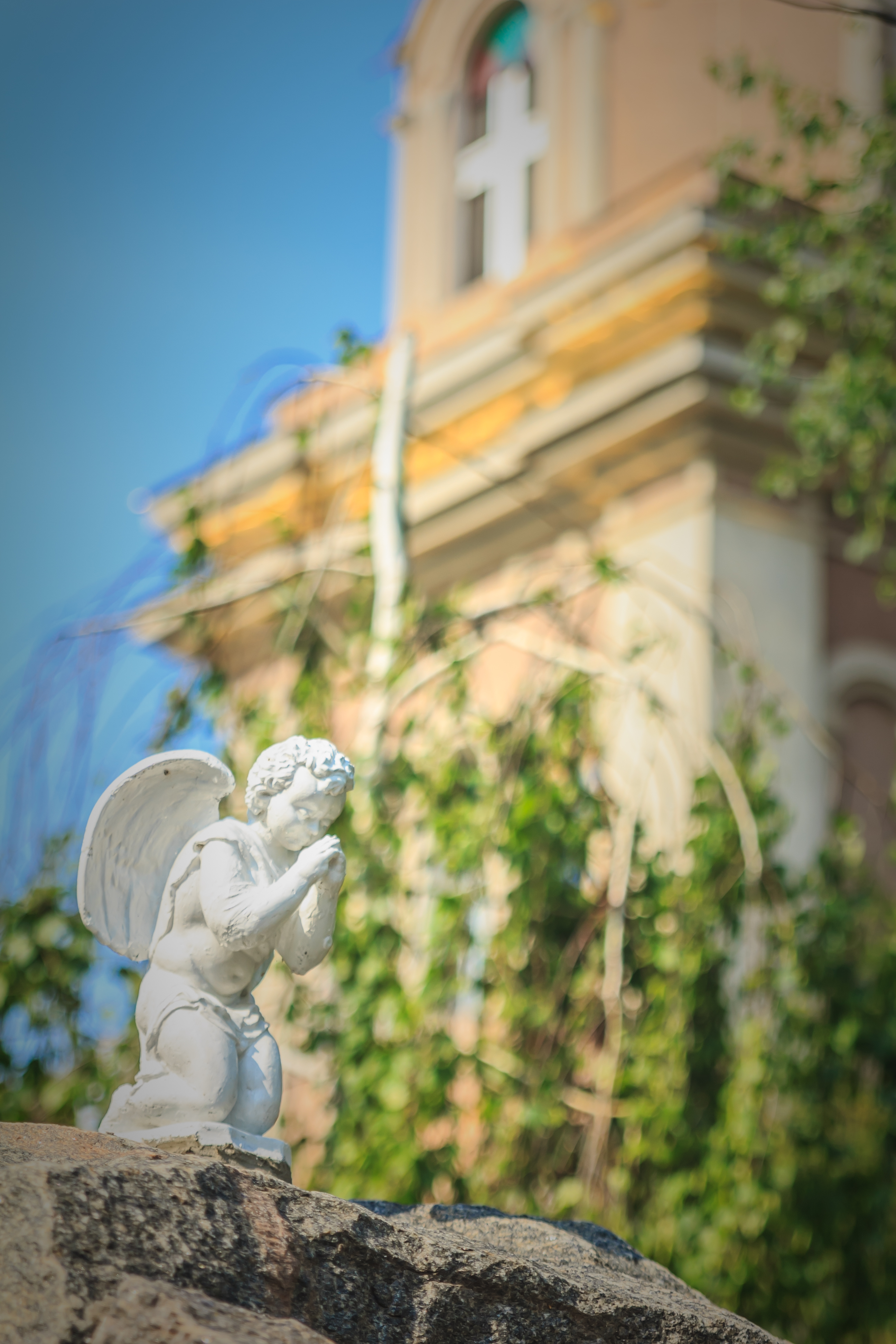
Храм Іоана Богослова
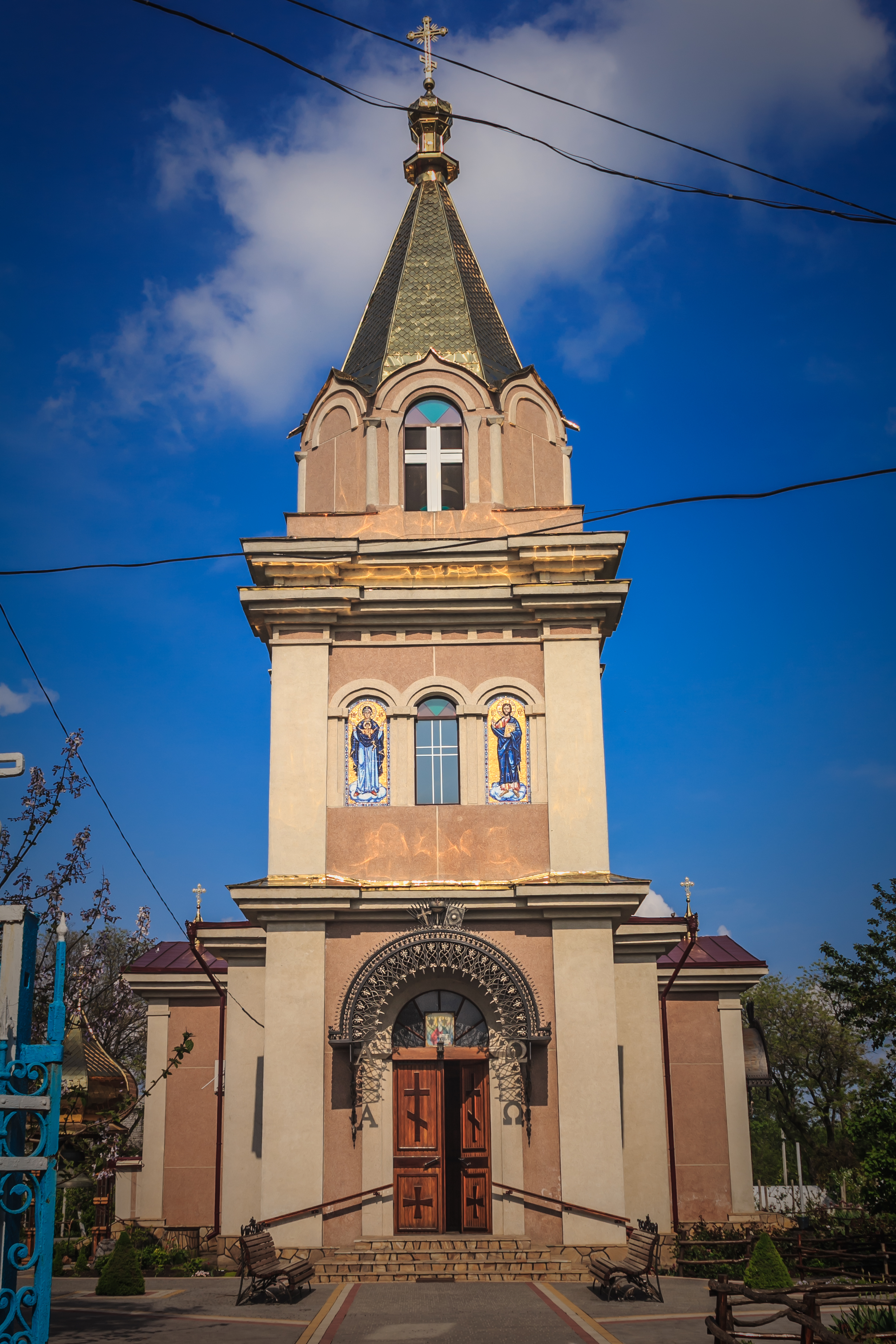
Храм Іоана Богослова
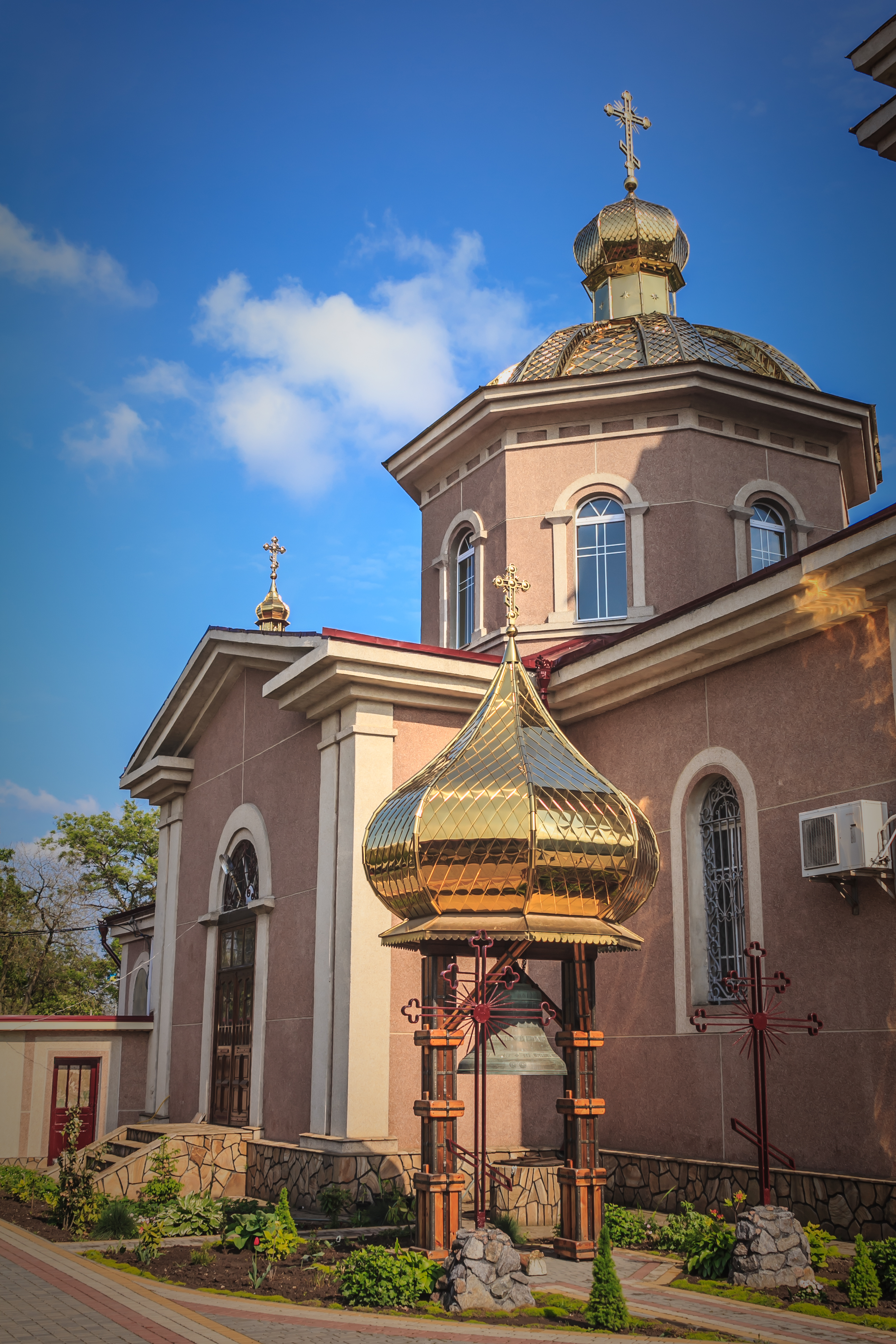
Храм Іоана Богослова
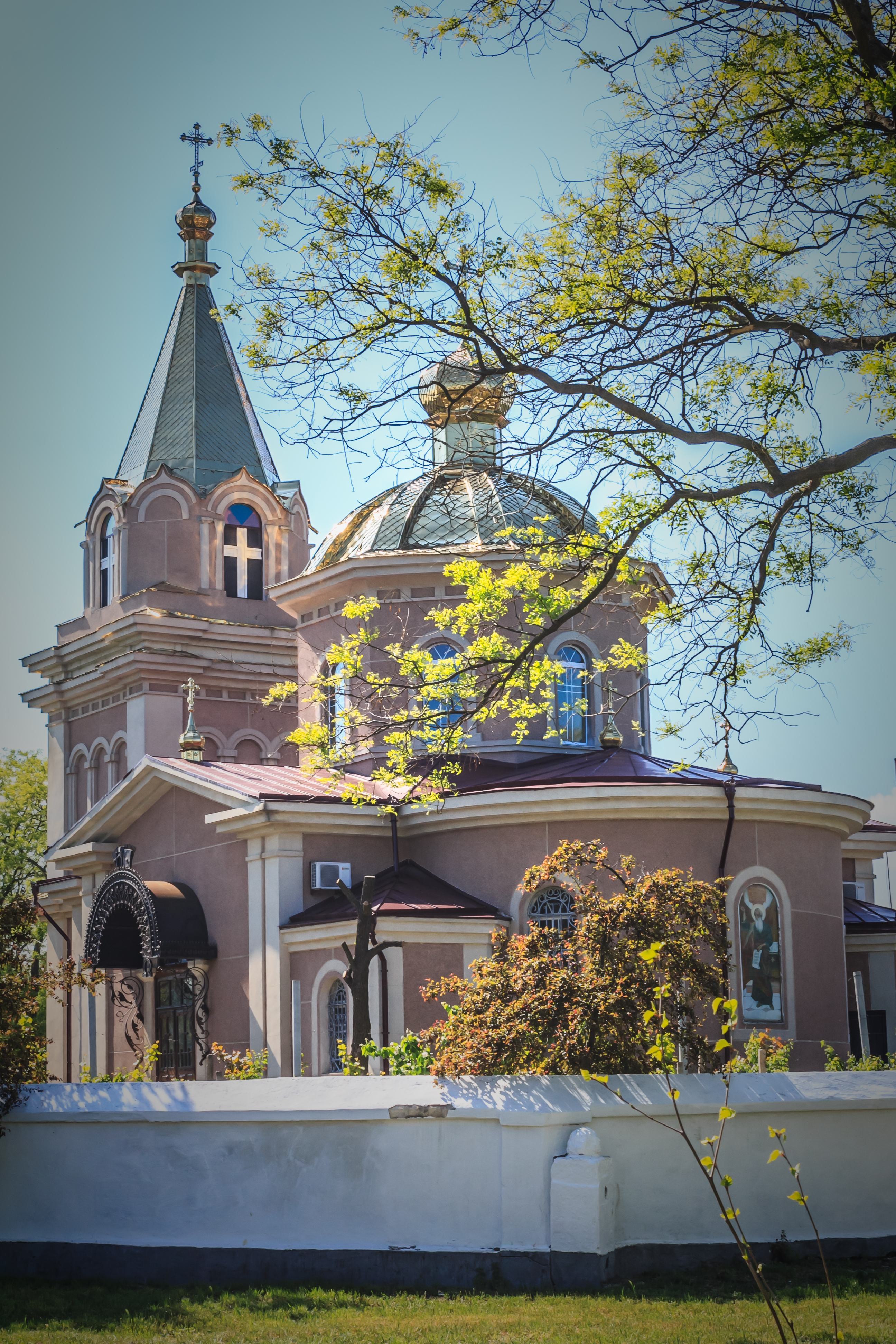
Храм Іоана Богослова

## Спорт
На території села розташовано відкритий футбольний стадіон, з природним покриттям, розрахований більш ніж на шістсот місць, на якому грає аматорський футбольний клуб «Україна-Союз» (до 1996 року — «Україна»). У будівлі Будинку Культури є спортивний зал, оснащений кардиосиловими тренажерами, матовим покриттям, штангами, в повним комплектом гантельного ряду, більярдним і тенісними столами. Також є «Спортивне містечко» — спортивний майданчик з асфальтованою біговою доріжкою та різноманітним атлетичним спорядженням.
Функціонує кілька дитячо-юнацьких спортивних секцій: з настільного тенісу, легкої атлетики, баскетболу, волейболу, шахів та шашок, а також школа бойових мистецтв, французький кікбоксинг — сават.
| Участь футбольної команди «Україна» («Україна-Союз») у Чемпіонаті Одеської області | Участь футбольної команди «Україна» («Україна-Союз») у Чемпіонаті Одеської області | Участь футбольної команди «Україна» («Україна-Союз») у Чемпіонаті Одеської області | Участь футбольної команди «Україна» («Україна-Союз») у Чемпіонаті Одеської області |
| Сезон                                                                              | Дата проведення                                                                    | Підсумкова розстановка                                                             | Кількість команд                                                                   |
| ---------------------------------------------------------------------------------- | ---------------------------------------------------------------------------------- | ---------------------------------------------------------------------------------- | ---------------------------------------------------------------------------------- |
| 1977                                                                               | 15 травня — 24 вересня                                                             | Не пройшла в фінальний етап                                                        | 20 (перша група)                                                                   |
| 1978                                                                               | квітень — листопад                                                                 | 6 місце                                                                            | 29 (перша група)                                                                   |
| 1979                                                                               | травень — листопад                                                                 | 9 місце                                                                            | 18 (перша група)                                                                   |
| 1980                                                                               | травень — жовтень                                                                  | Срібний призер                                                                     | 19 (перша група)                                                                   |
| 1981                                                                               | 6 травня — 19 жовтня                                                               | Бронзовий призер                                                                   | 19 (перша група)                                                                   |
| 1982                                                                               | 4 липня — 31 жовтня                                                                | Бронзовий призер                                                                   | 30 (перша група)                                                                   |
| 1983                                                                               | 22 травня — 23 жовтня                                                              | Бронзовий призер                                                                   | 25 (перша група)                                                                   |
| 1987                                                                               | травень — листопад                                                                 | 7 місце                                                                            | 12 (перша група)                                                                   |
| 1988                                                                               | травень — листопад                                                                 | 7 місце                                                                            | 14 (перша група)                                                                   |
| 1989                                                                               | 21 травня — 5 листопада                                                            | 8 місце                                                                            | 14 (перша група)                                                                   |
| 1990                                                                               | 21 квітня — 24 листопада                                                           | Срібний призер                                                                     | 14 (вища ліга)                                                                     |
| 1991                                                                               | 6 квітня — 30 листопада                                                            | Бронзовий призер                                                                   | 15 (вища ліга)                                                                     |
| 1992                                                                               | 11 червня — 25 липня                                                               | 13 місце                                                                           | 20 (вища ліга)                                                                     |
| 1992/1993                                                                          | серпень — червень                                                                  | 10 місце                                                                           | 12 (вища ліга)                                                                     |
| 1998/1999                                                                          | 15 серпня — 5 липня                                                                | 6 місце                                                                            | 18 (вища ліга)                                                                     |
| 1999/2000                                                                          | 14 серпня — 29 липня                                                               | 9 місце                                                                            | 25 (вища ліга)                                                                     |
| 2000                                                                               | 5 серпня — 12 листопада                                                            | 4 місце                                                                            | 17 (вища ліга)                                                                     |
| 2001                                                                               | 31 березня — 14 листопада                                                          | 7 місце                                                                            | 15 (вища ліга)                                                                     |
| 2002                                                                               | 6 квітня — 16 листопада                                                            | 15 місце                                                                           | 15 (вища ліга)                                                                     |

## Благоустрій
Планування вуличної мережі села Шевченкове складалося під впливом соціальних і топографічних умов. Починаючи з 60-х років минулого століття система планування села упорядковується і на сьогодні має прямокутний тип.
Кількість дворів на 2009 рік становить 2 236 одиниць. Щорічно вводиться в експлуатацію у середньому 5 житлових будинків. Житлові будинки — індивідуального одноквартирного типу (на одну сім'ю), однорівневі (один поверх). Садибні ділянки огороджено по периметру (частіше фасадна частина), з прилеглою присадибною ділянкою, і з розташованими на ньому господарськими і підсобними будівлями. Архітектура більшості будинків видовженої форми готичного стилю. Схема нумерації будинків по вулиці за зростанням з півдня на північ та зі сходу на захід, при якій на одній стороні дороги висхідні непарні числа, на іншій — парні.
У селі налічується 36 вулиць. Автомобільні шляхи загального користування — 64 км, у тому числі: ґрунтові — 38 км, з твердим покриттям — 4 км і з вдосконаленим покриттям (асфальт) — 22 км, Мережа вуличних доріг села освітлена на 12 %, здебільшого ті вулиці, які зосереджені в центрі села і прилягають до головних автомагістралей. Також прокладено 31 км водопроводу.
Вулиця Музики, особливо її середня частина — одне з найжвавіших місць Шевченкового. Тут зосереджена велика кількість торгових об'єктів, барно-ресторанних закладів, диско-клуб, готель і парк.

## Особистості
Відомі уродженці та мешканці села
- Бабенко О. Ф. — Генерал-лейтенант Радянської армії ЗС СРСР
- Балтянський Михайло Захарович — Заслужений журналіст України, письменник
- Бондаренко М. А. — історик-краєзнавець
- Бойченко Іван Васильович — професор Київського Національного Університету ім. Шевченка, доктор філософських наук
- Бойченко П. І. — Депутат Одеської обласної ради
- Гречкосій Д. П. — екс-голова Кілійського райвиконкому
- Гуменюк Тетяна Костянтинівна – українська науковиця, театрознавець, доктор філософських наук, професор, проректор з науково-методичної роботи Київського національного університету культури і мистецтв, заслужений працівник освіти України.
- Дубовой О. Ф. — Народний депутат України 6-го скликання від 128 округу
- Загорський Василь Георгійович — народний артист Молдови.
- Калюжа Домнікія Федорівна — ткаля Ворошиловградського тонкосуконного комбінату. Депутат Верховної Ради УРСР 11-го скликання.
- Коваленко Ю. М. — Заслужений артист України, актор-імітатор
- Кореновський А. О. — доктор фізико-математичних наук, професор ОНУ
- Мартиненко Є. О. — український футболіст, захисник ФК «Чорноморець»
- Музика М. А. — Герой Соціалістичної Праці, Депутат Верховної Ради УРСР
- Смаль К. А. — фольклорист, композитор
- Шаргородська В. А. — фольклорист, поетеса
- Шкуропат А. П. — член Спілки художників України, художник
- Шкуропат І. Г. — кандидат фізико-математичних наук